# لندرور

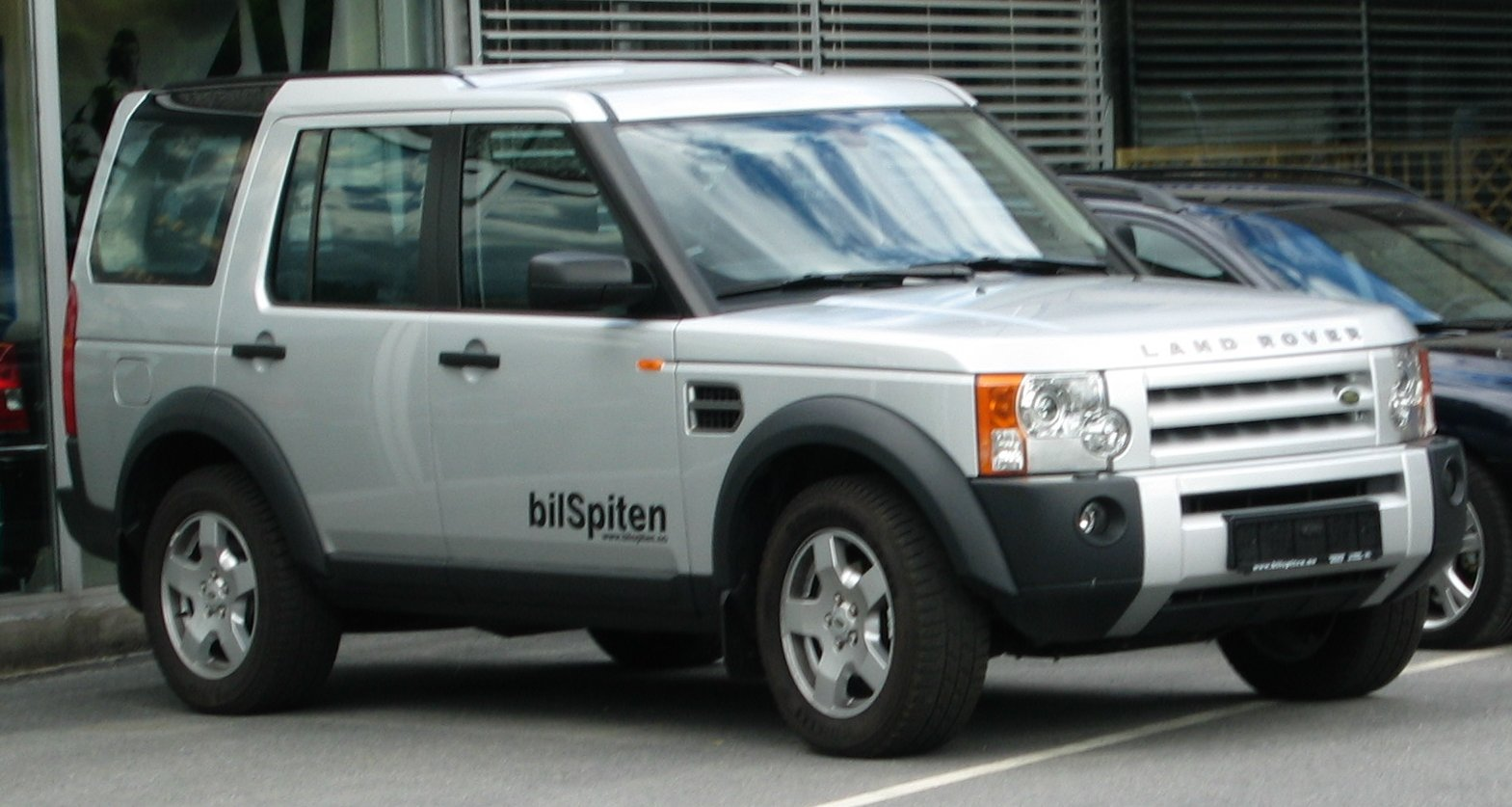
لندروور دیسکاوری

لندرور (به انگلیسی: Land Rover) شرکت خودروسازی بریتانیایی است، که به جهت ساخت خودروهای چهارچرخ محرک، مشهور می‌باشد.
شرکت لندرور هم‌اکنون زیرمجموعه‌ای از گروه جگوار لندرور به‌شمار می‌آید و از سال ۲۰۰۸ متعلق به کمپانی هندی تاتا موتورز می‌باشد، که خود شرکت تابعهای از گروه تاتا محسوب می‌شود.
ریشه‌های تأسیس این شرکت به سال ۱۹۴۸ بازمی‌گردد، که موریس فردیناند ویلکس؛ رئیس هیئت مدیره وقت گروه روور با هدف تولید خودروهای چهارچرخ محرک، اقدام به طراحی و راه‌اندازی خط تولید لندرور نمود.
شرکت روور در آن زمان خود زیرمجموعه‌ای از کمپانی لیلاند موتورز به‌شمار می‌آمد، تا اینکه در سال ۱۹۶۷ بریتیش لیلاند شرکت روور را تصاحب نمود. در ۱۹۹۴ در پی خریداری روور توسط ب ام و، برند لندرور نیز به این شرکت آلمانی واگذار گردید.
در سال ۲۰۰۰ برای نخستین بار، مدیریت کمپانی ب‌ام‌و اقدام به جداسازی برند لندرور، از شرکت روور نمود. در اواخر سال ۲۰۰۰ لندرور به‌عنوان یک برند و شرکت مستقل، به کمپانی فورد فروخته شد.
در ۲۰۰۸ در حالی که شرکت‌هایی چون ماهیندرا، تاتا موتورز، مدیریت سرمایه سربروس، تی‌پی‌جی کپیتال و شرکت مدیریت آپولو، خواهان خریداری لندرور بودند، سرانجام شرکت فورد، دو شرکت زیرمجموعه خود، یعنی جگوار کارز و لندرور را به‌طور همزمان، به تاتا موتورز واگذار کرد.
در ماه ژوئن ۲۰۰۸ در پی ادغام جگوار کارز، لندرور و رنجرور، گروه جگوار لندرور، تحت مدیریت تاتا موتورز تشکیل شد. شرکت لندرور تا ماه مارس ۲۰۱۲ به‌عنوان زیرمجموعه‌ای از جگوار لندرور، شمار ۲۵۱٫۶۳۲ دستگاه خودرو تولید نمود.
لندرور تاکنون مدل‌های زیادی را عرضه کرده و هم‌اکنون ۳ مدل از این شرکت بنام‌های لندروور دیسکاوری، لندروور دیفندر و لندروور فری‌لندر، در خط تولید کارخانه‌های لندرور قرار دارند.

## تاریخچه

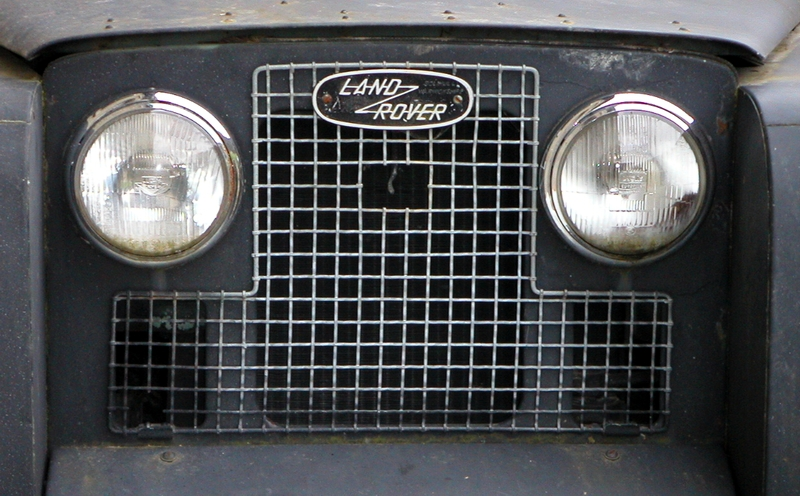
جلوپنجره لندرور سری ۱

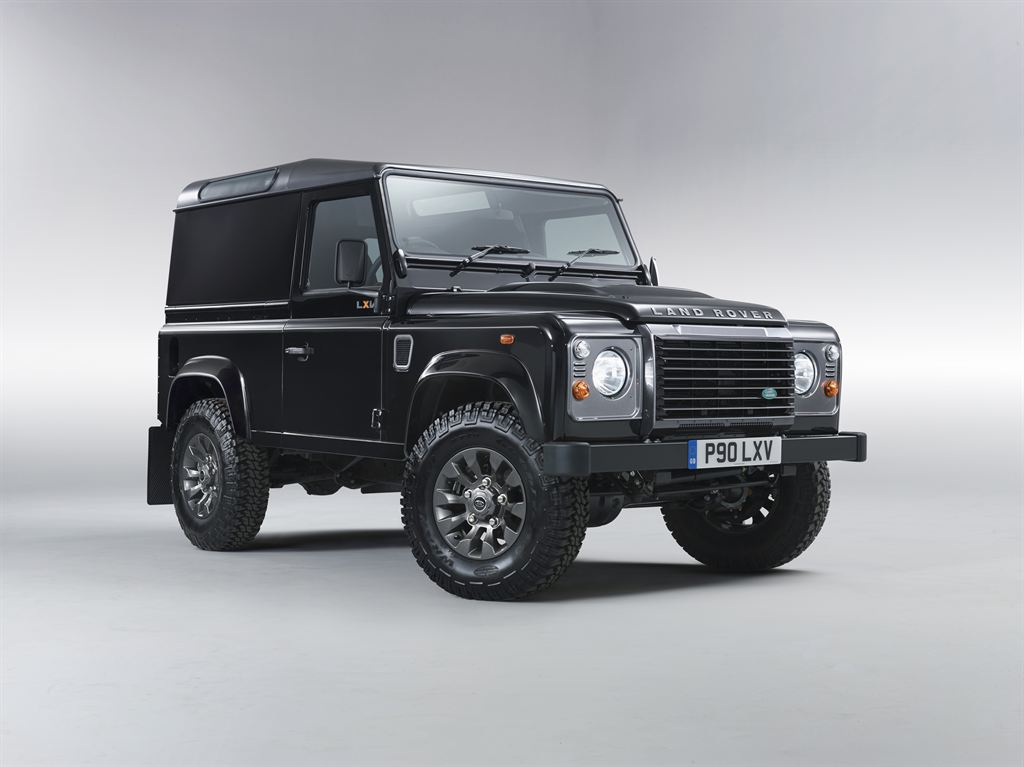
لندرور دیفندر ال‌ایکس‌وی

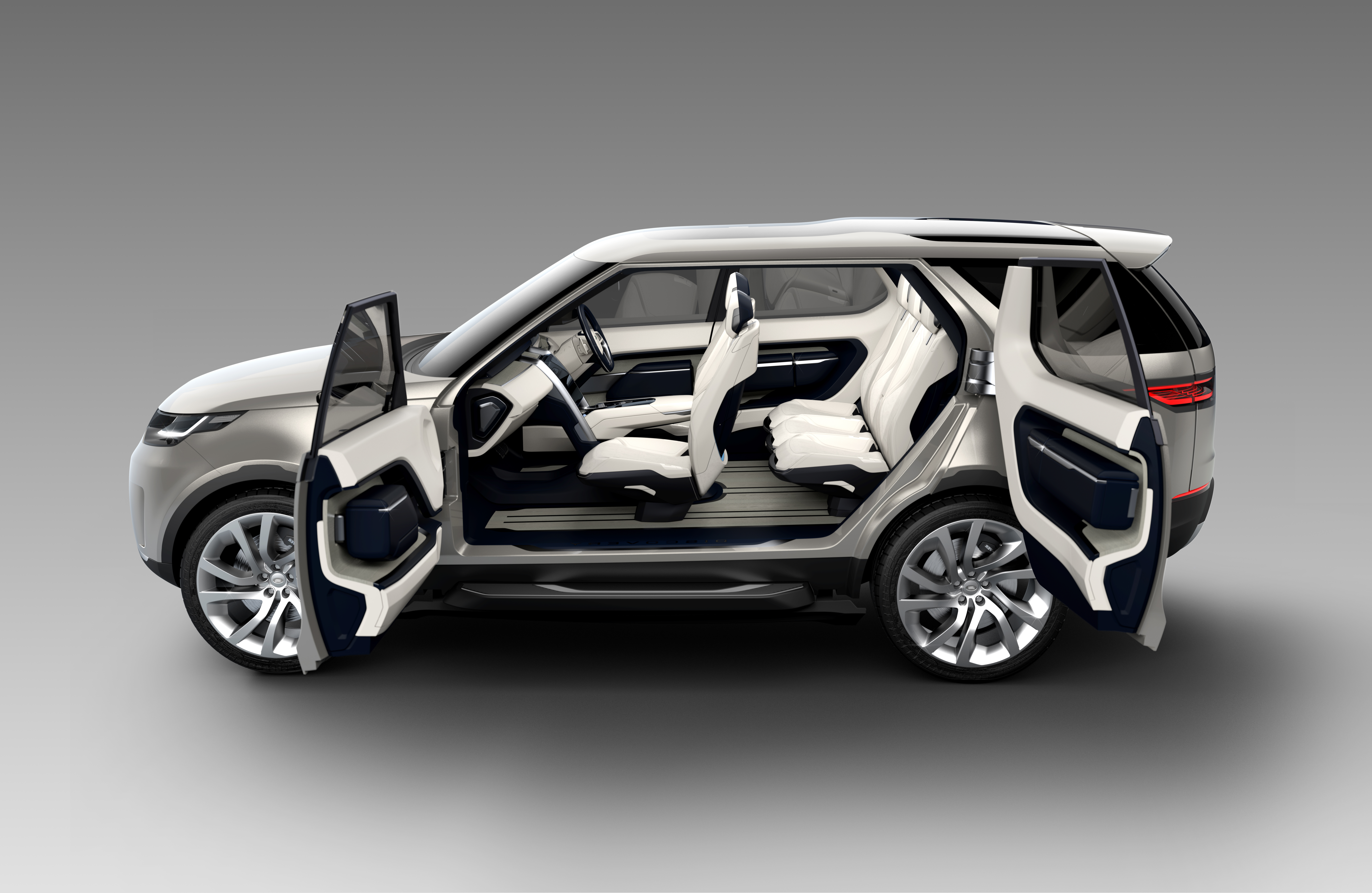
لندرور دیسکاوری نمایشی

طراحی نخستین خودروی لندرور به سال ۱۹۴۷ بازمی‌گردد، که موریس فردیناند ویلکس؛ رئیس هیئت مدیره وقت گروه روور و طراح ارشد خودروهای شرکت روور، در زمان تعطیلات تابستان، در مزرعه شخصی‌اش در نیوبارو، ولز، با استفاده از شاسی و اکسل خودروی ویلیس ام‌بی، که متعلق به شرکت آمریکایی جیپ بود، شروع به ساخت نخستین مدل از خودروهای لندرور نمود. این مدل، بعدها لندرور سری ۱ نام گرفت.
تولد برند لندرور، به‌عنوان یک شرکت و نشان تجاری مستقل، به زمانی بازمی‌گردد، که جنگ جهانی دوم، با تمام تلفات و ویرانی‌هایش، بتازگی پایان گرفته بود و کارخانهٔ شرکت روور در سالی هیل، انگلستان نیز، مانند بسیاری از کارخانه‌های خودروسازی و صنعتی دیگر، در حال تجدید ساختار بود و می‌بایست سیاست جدیدی را برای تولیدات خود اعمال می‌کرد.
این کارخانه در زمان جنگ، به تولید اتومبیل با برند موریس مشغول بود و در کنار آن نیز، برخی از لوازم و ماشین‌آلات مورد نیاز شرایط جنگ را، تولید می‌نمود. با پایان گرفتن جنگ، مدیریت کارخانه تصمیم به تولید وسیلهٔ نقلیه‌ای گرفت، که بتوان با صادر کردن آن، قسمتی از نیاز وارداتی خود، نظیر مواد اولیه را، تأمین کند و همچنین خودرو تولید شده برای فعالیت‌های عمرانی پس از جنگ نیز، مفید واقع گردد.
در سال ۱۹۴۷ موریس ویلکس، طرح تولید انبوه یک اتومبیل چندمنظوره دو دیفرانسیل، که توان جایگزین شدن اتومبیل‌های دو دیفرانسیل آمریکایی و بریتانیایی، نظیر جیپ، فورد و ویلیز را که در آن زمان اولین و تنها خودروهای دو دیفرانسیل بودند، را با مدیران وقت گروه روور مطرح نمود.
بعد از گذشت پنج ماه، اولین نمونهٔ این تولید جدید، که لندرور نام داشت، آماده شد. زمان در تولید این خودرو بسیار حائز اهمیت بود، زیرا می‌بایست برای بقای کارخانه، هر چه زودتر به بازار جهانی راه پیدا می‌کرد و سرانجام در ۳۰ آوریل ۱۹۴۸ برای اولین بار در نمایشگاه جهانی خودرو در آمستردام، از نخستین مدل لندرور، رونمایی شد.
این خودرو به زودی نظرها را متوجه خود نمود، زیرا دارای ویژگی‌های خاصی بود، خودرویی چندمنظوره که جزئیات زیادی در طراحی آن رعایت شده بود. جنس بدنه آن از آلومینیوم بود و این مسئله باعث جلوگیری از زنگ‌زدگی و پوسیدگی در اثر رطوبت می‌شد، دارای موتوری چهار سیلندر بود، که توسط گیربکسی چهار سرعته، نیرو را به چهار چرخ منتقل می‌کرد و در کنار آن، از گیربکس کمک نیز سود می‌جست، بنابراین دارای چهار دنده سبک و چهار دنده سنگین بود.
فیلتر هوای روغنی که برای آن در نظر گرفته شده بود، از ورود کوچک‌ترین ذرات غبار، به درون موتور جلوگیری می‌کرد و به‌کار رفتن سیستم آب تحت فشار درون سیستم خنک‌کننده موتور، پدیده‌ای نو در آن زمان به حساب می‌آمد.
سیستم ترمزدستی بر روی گاردان عمل می‌کرد، بنابراین در شیب‌های تند با اطمینان کامل اتومبیل را در سر جایش میخ‌کوب می‌کرد. از دیگر ویژگی‌های این خودرو تعبیه قسمتی مخصوص روی گیربکس بود، که توسط آن می‌شد، نیروی موتور را برای به‌کار اندازی دستگاه‌های مختلفی نظیر پمپ‌های آب، ژنراتورهای مختلف، وینچ گاردانی (مکانیکی) و بسیاری نیازهای دیگر استفاده نمود.
تمام این پارامترها به اضافه دسترسی آسان به قسمت‌های مختلف خودرو جهت تعمیرات و نگهداری آسان آن، این خودرو را متمایز کرده بود و همین تمایز باعث شد تا ایده‌های مختلفی بر روی این خودرو شکل گیرد. از اتومبیل آتش‌نشانی تا وسیله‌ای برای سم‌پاشی زمین‌های کشاورزی و حتی تبدیل آن به یک نوع هاورکرفت یا لوکوموتیوی کوچک برای کارهای سبک بر روی ریل راه‌آهن. با توجه به این مطالب می‌توان دریافت که لندرور اتومبیلی بود که از ابتدا با هدف چندمنظوره بودن ساخته‌شده بود.
در زمانی که برادران ویلکس در کارخانهٔ خود سرگرم توسعه و ایجاد تغییرات جدید بر روی این خودرو بودند، افراد ماجراجوی بسیاری با استفاده از این خودرو به مناطق ناشناخته سفر می‌کردند. لازم است ذکر شود که در بسیاری از مناطق دورافتاده، اولین خودرویی که مردم با آن آشنا شدند، لندرور بود.

## حمل‌ونقل نظامی
امروزه لندرور دیفندر به عنوان خودرو حمل نقل نظامی و حمل سرباز و خودروی فرمانده‌ای و حمل ادوات و… استفاده می‌شود و در بسیاری از ارتش‌های دنیا نظیر انگلستان، پاکستان، هند، ایتالیا، استرالیا و کانادا مورد استفاده قرار می‌گیرد.

## خودروهای لوکس
شرکت لندرور در کنار تولید خودروهای چهارچرخ محرک، اقدام به تولید سری خودروهای لوکس با نام تجاری رنجرور نموده است. خودروهای رنجرور تاکنون در مدل‌های رنج روور اسپورت، رنج روور ال۴۵۰ و رنج روور ایواک تولید و عرضه شده‌اند.

## برندها

### دوچرخه لندرور
شرکت لندرور از سال ۱۹۹۵ شروع به تولید دوچرخه با برند لندرور ای‌پی‌بی (به انگلیسی: Land Rover APB) نمود. این دوچرخه‌ها که توسط شرکت پشلی سایکلز تولید می‌شوند، با الهام از خودروهای چندمنظوره لندرور و امکانات فنی اتخاذ شده در طراحی آنها، به‌نام دوچرخه‌های چندمنظوره مشهور می‌باشند.
در سال ۲۰۰۴ شرکت لندرور ۲۵ مدل جدید دوچرخه‌های خود را عرضه کرد، که همگام با طراحی خودروهایش، این دوچرخه‌ها نیز در قالب سه گروه اصلی دیفندر، فری‌لندر و دیسکاوری تولید شده بودند. شرکت لندرور هم‌اکنون نیز دوچرخه‌های لندرور را تولید می‌کند. وجه مشترک تمامی دوچرخه‌های این شرکت، استفاده از آلومینیم بسیار سبک در ساخت آن‌ها می‌باشد.

### لندرور کافی
شرکت لندرور در سال ۲۰۰۵ میلادی اقدام به تأسیس شرکت لندرور کافی نمود. این شرکت در زمینه تولید و توزیع قهوه، تحت نام تجاری لندرور فعالیت می‌کند.

## نگارخانه

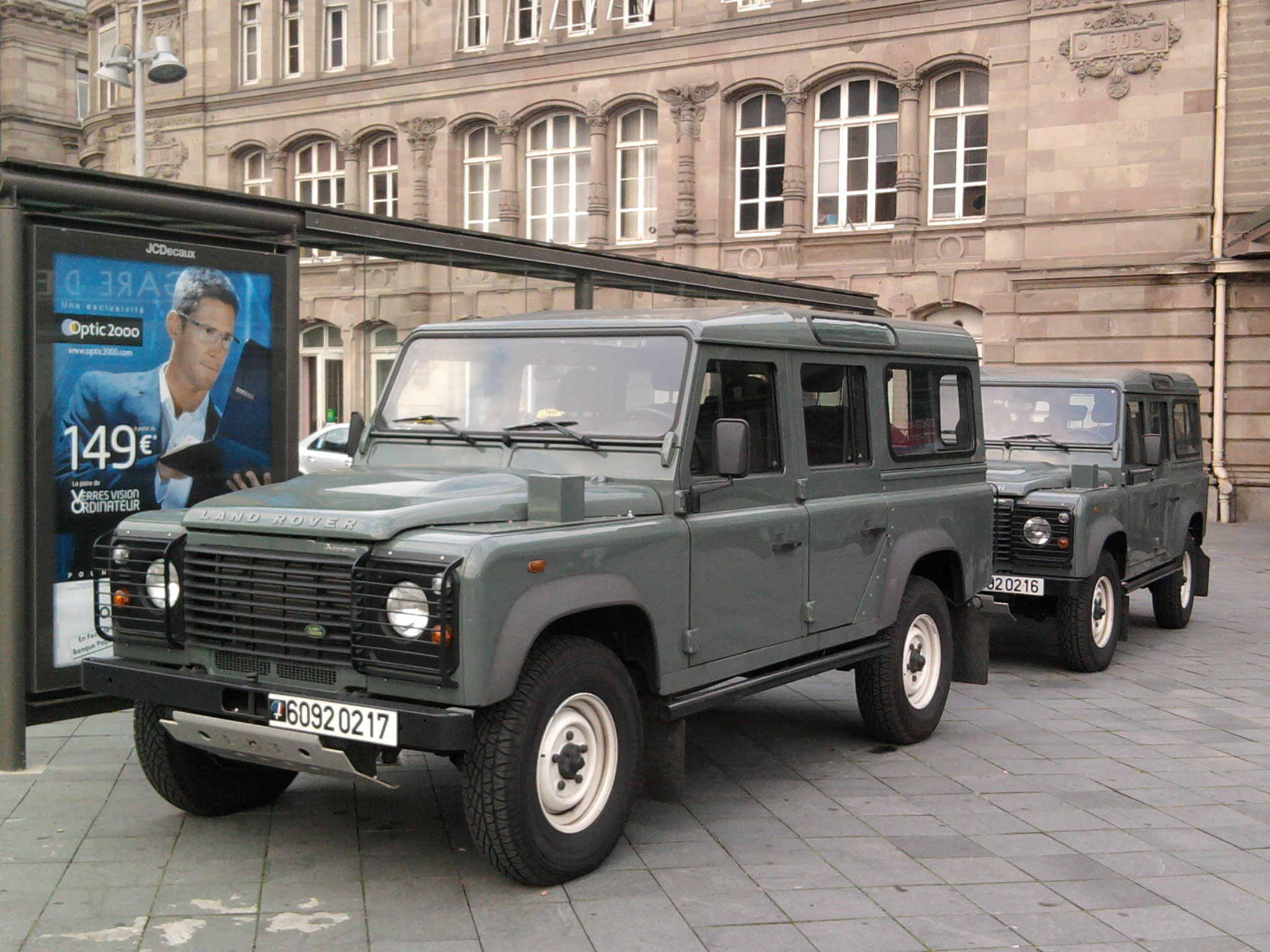
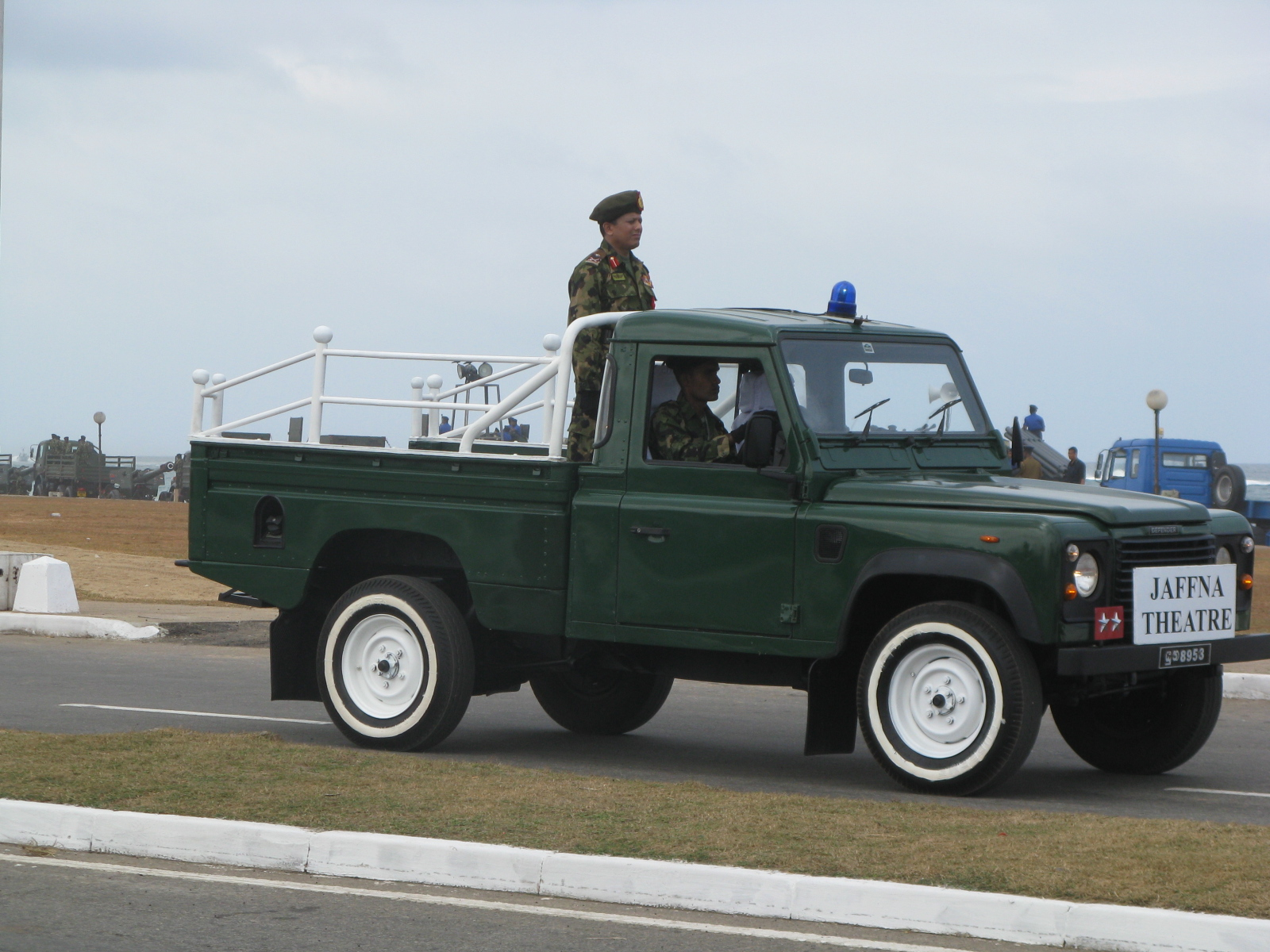
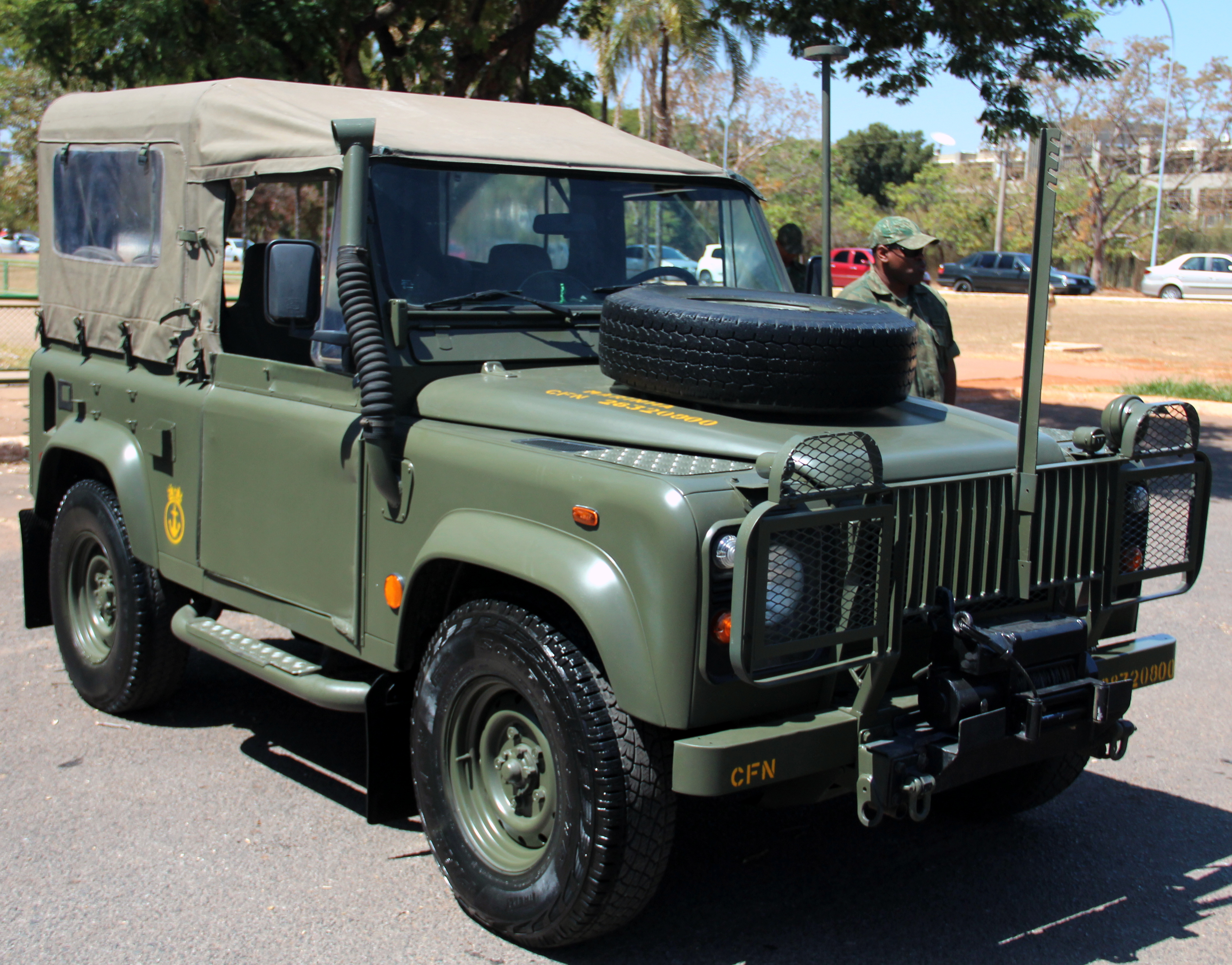
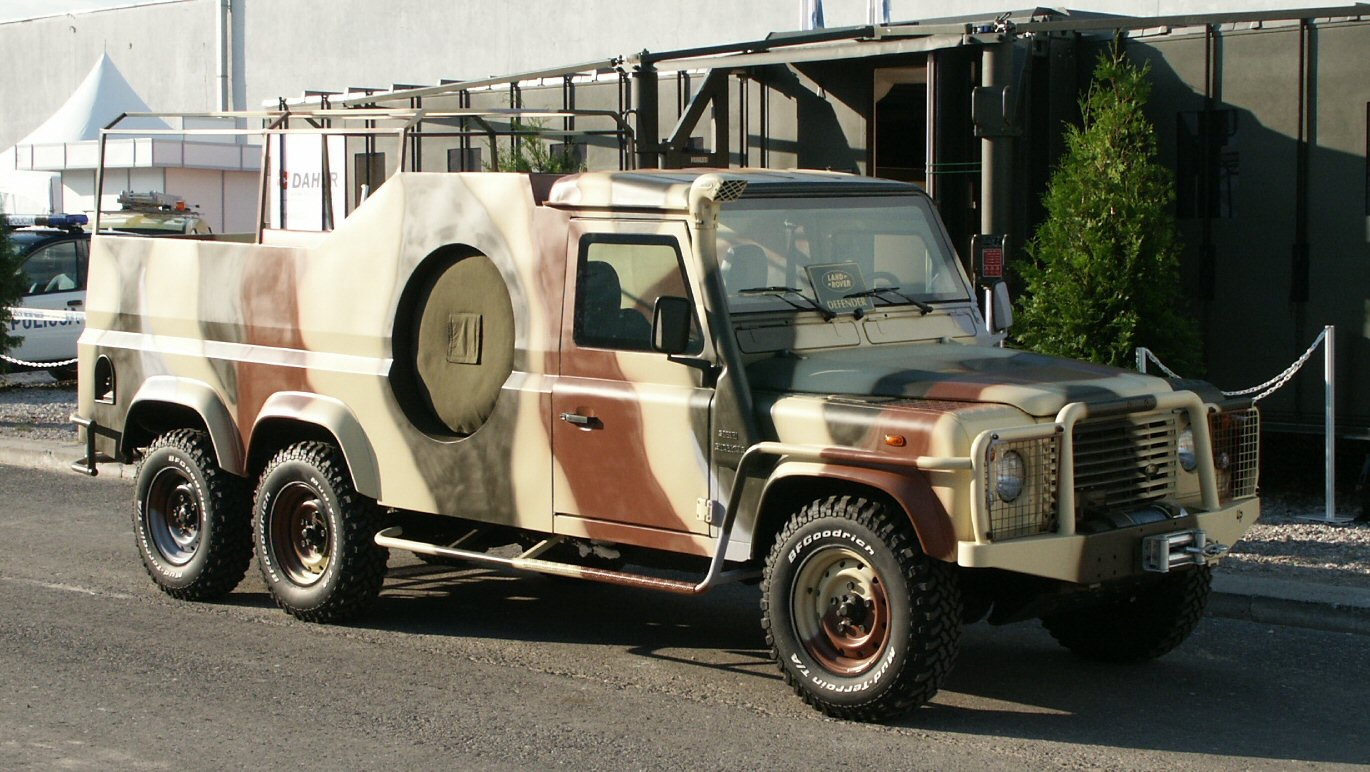
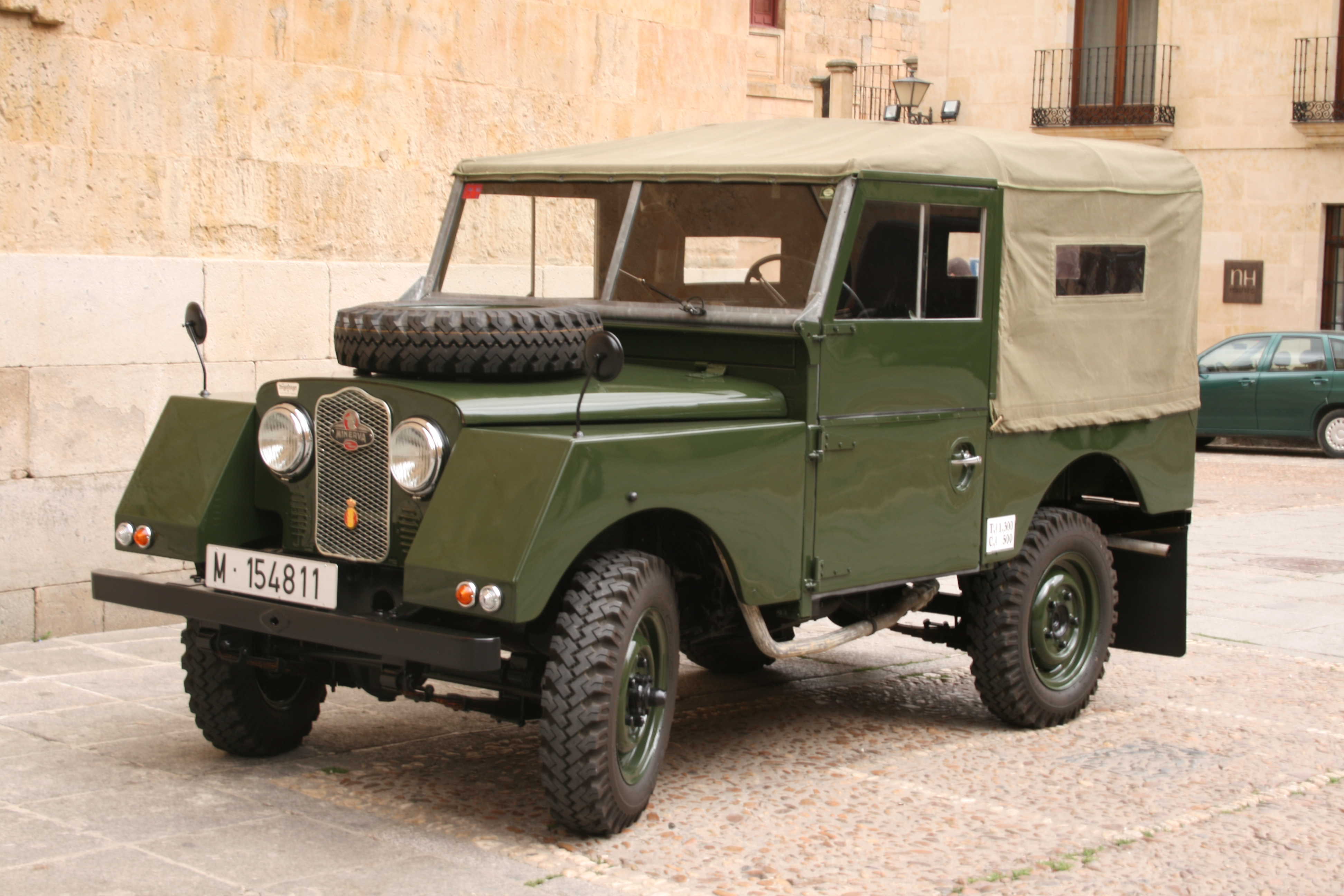
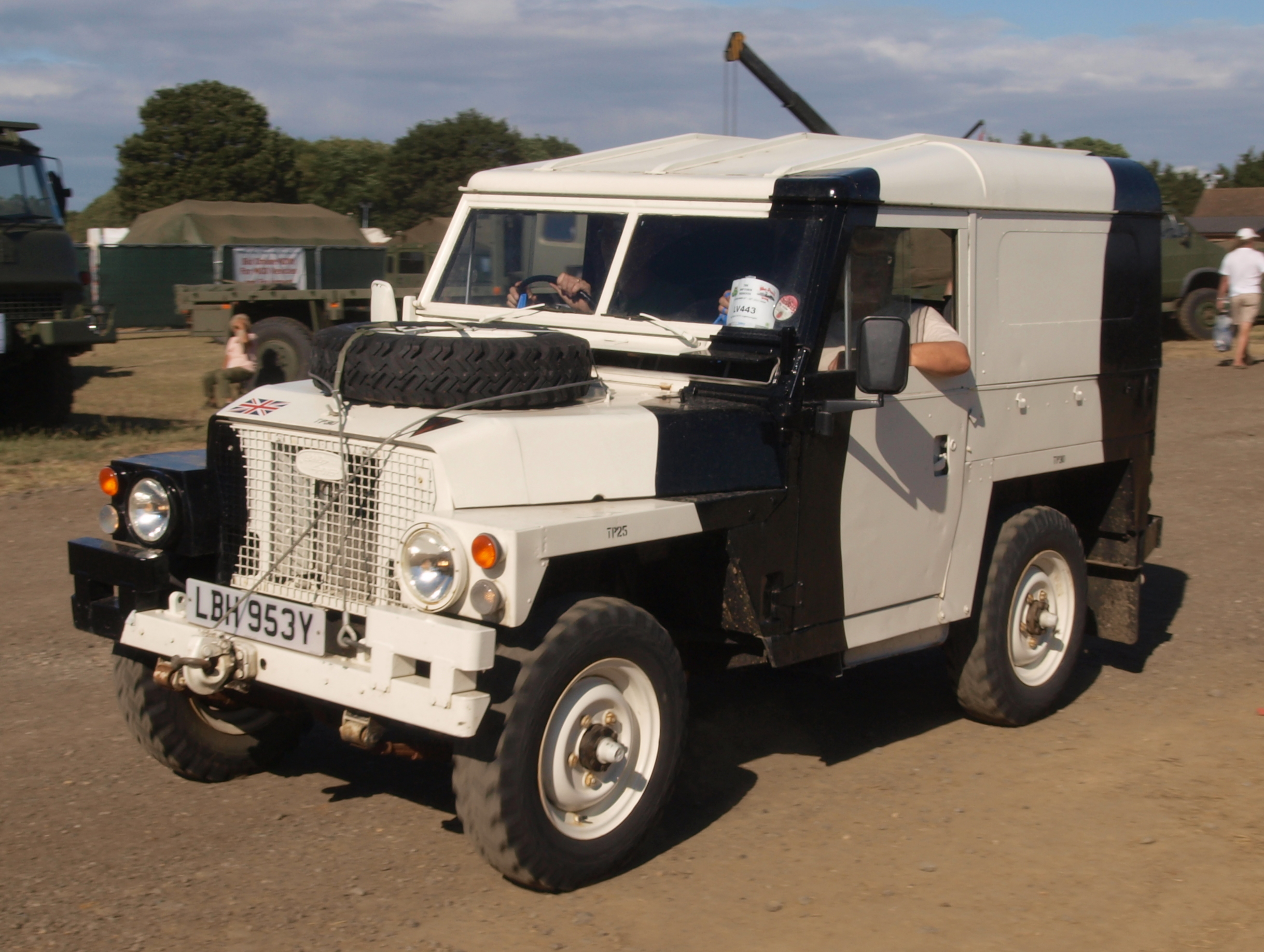
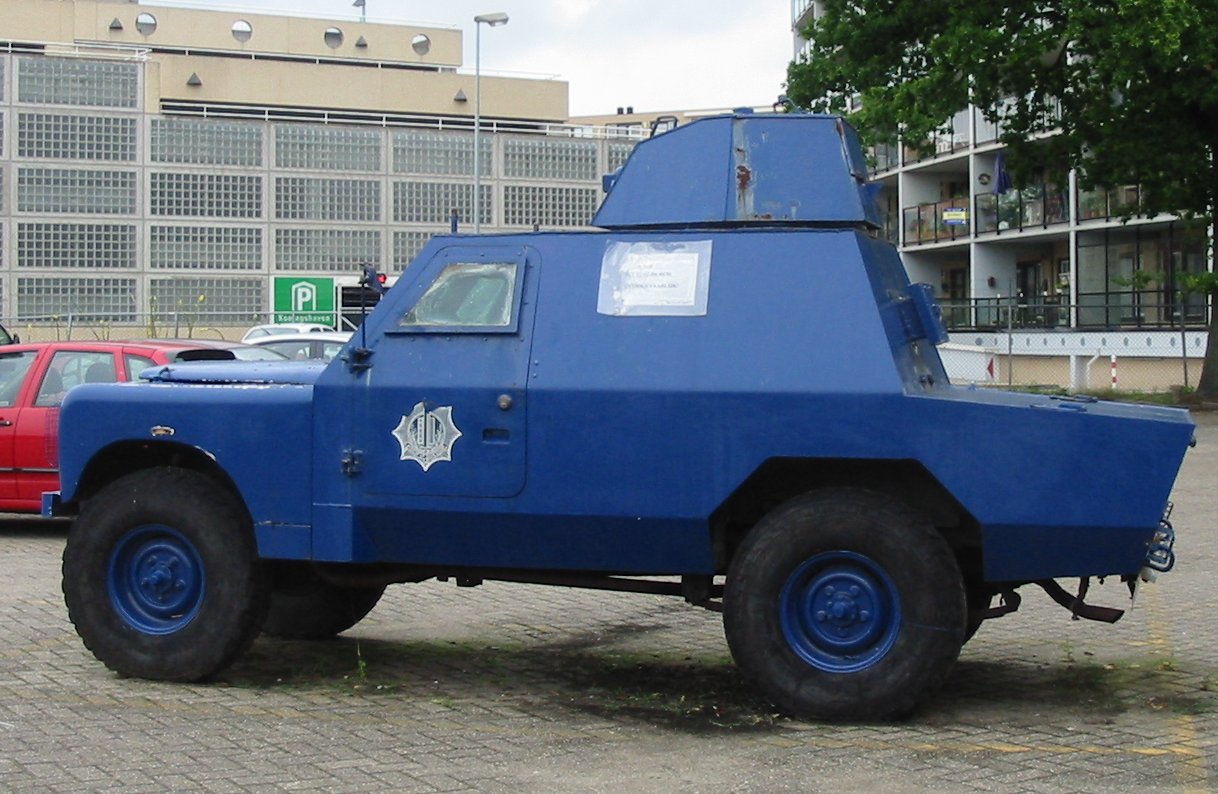
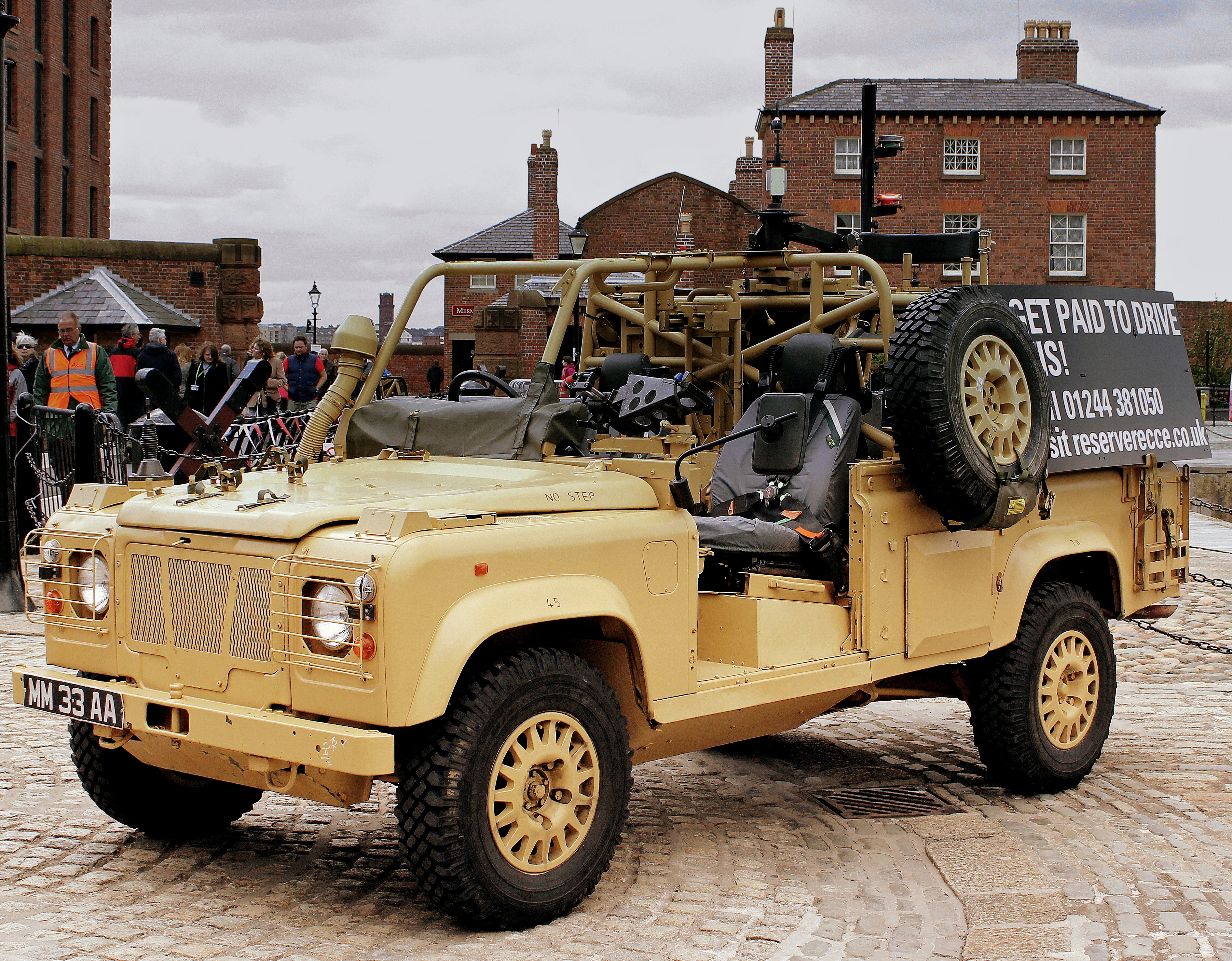
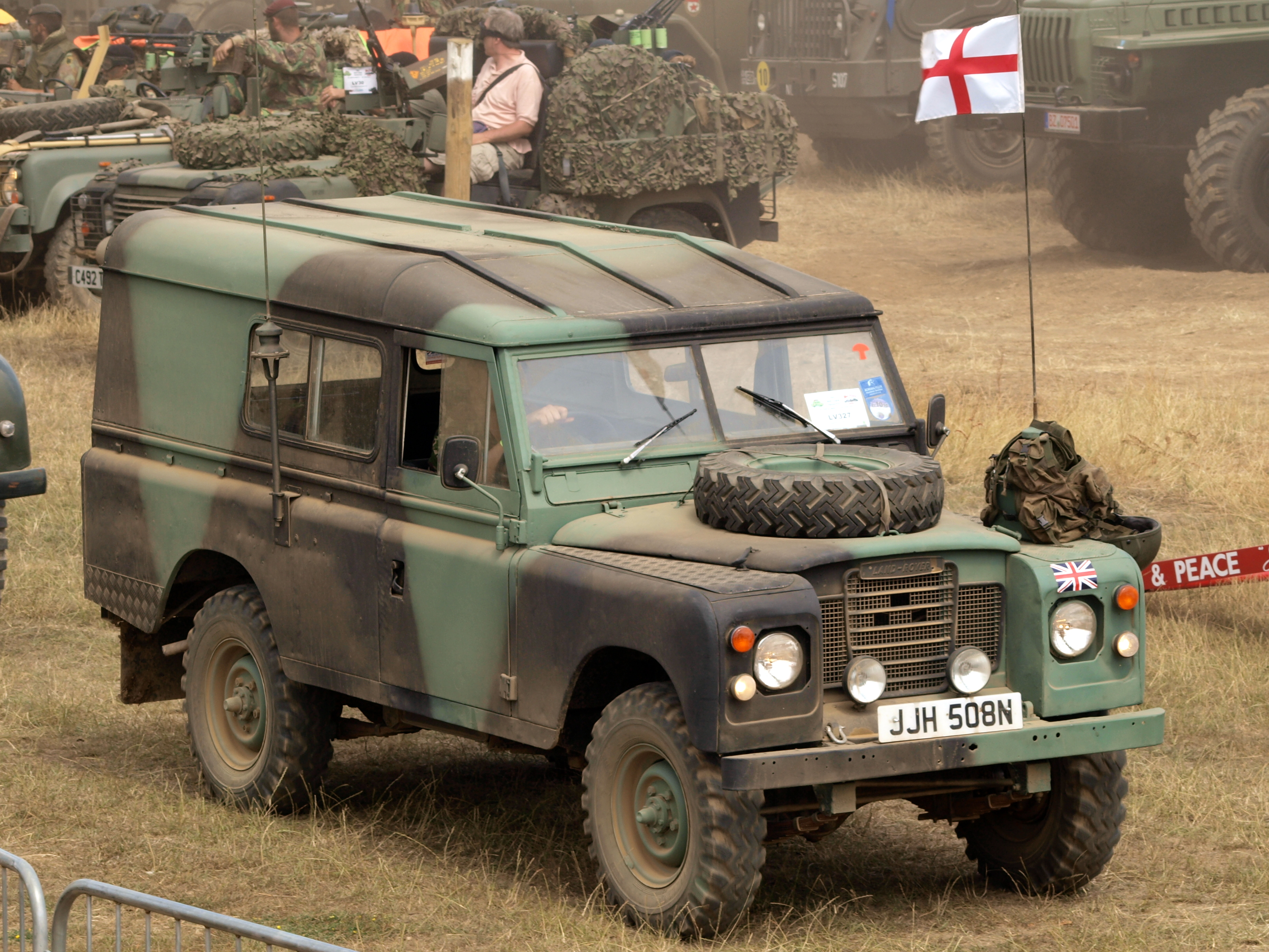
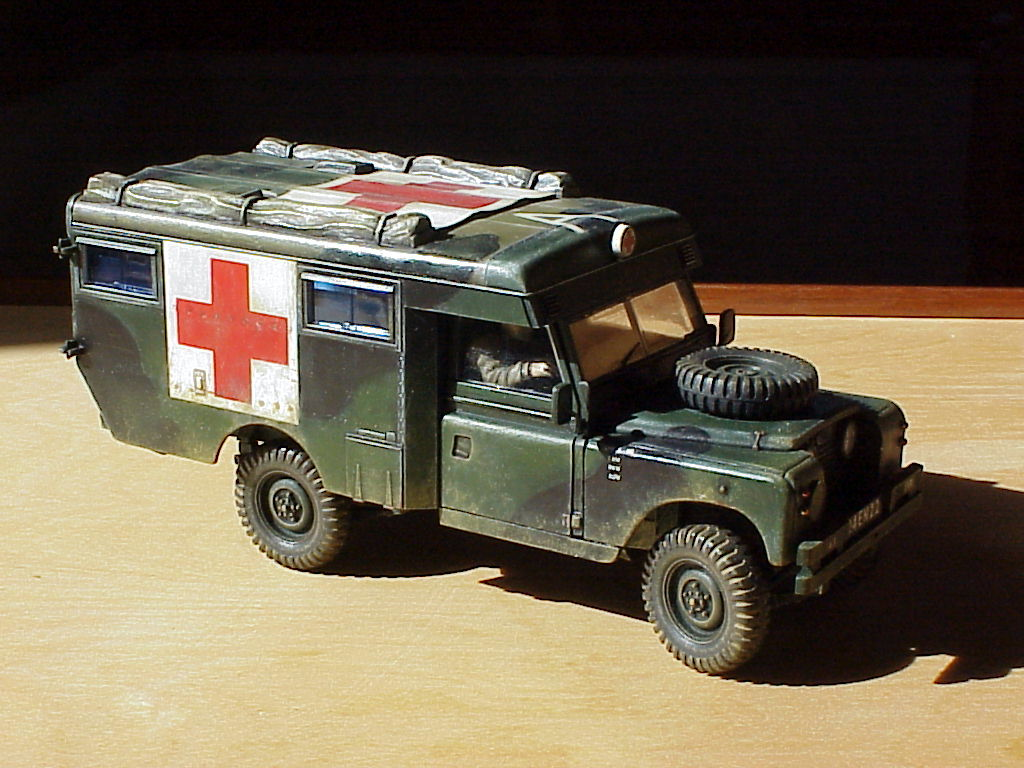
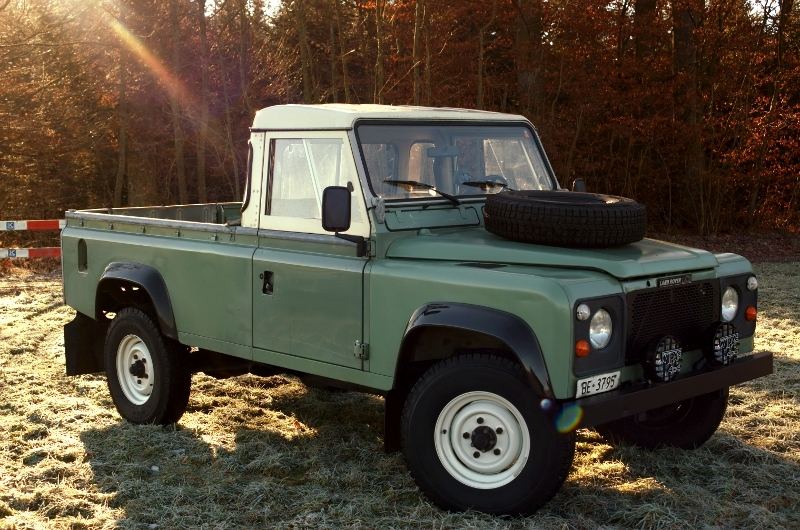
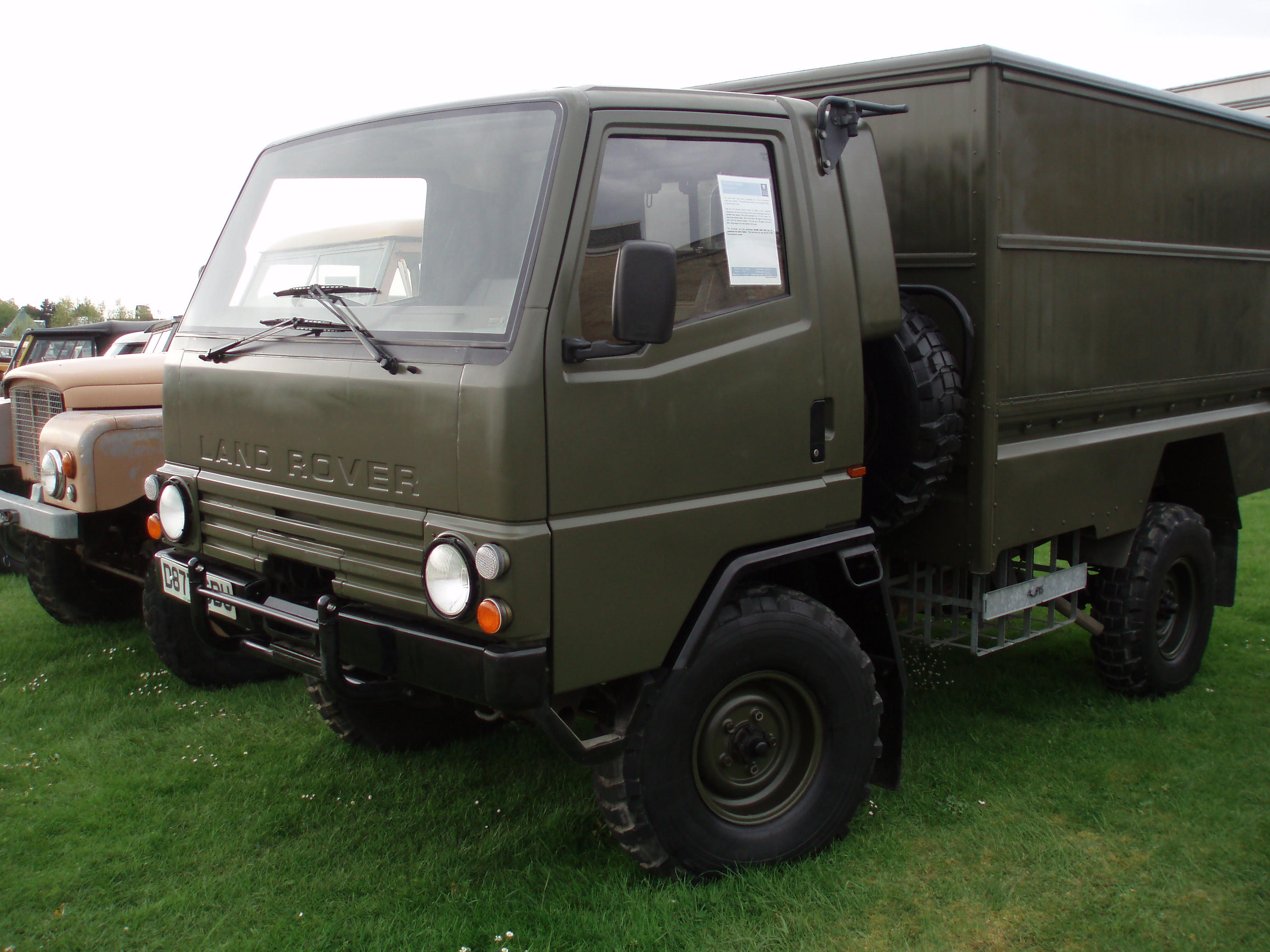
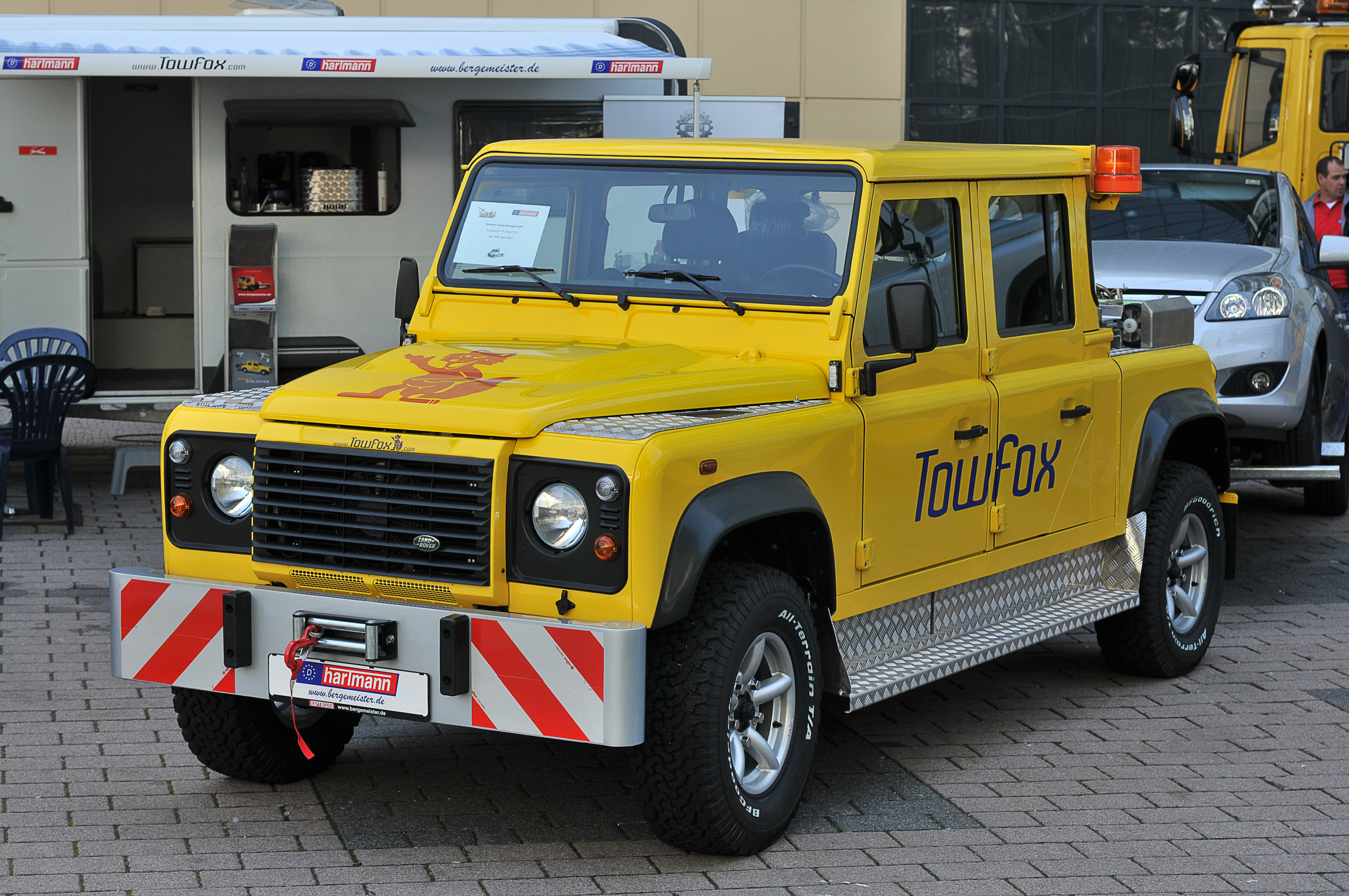
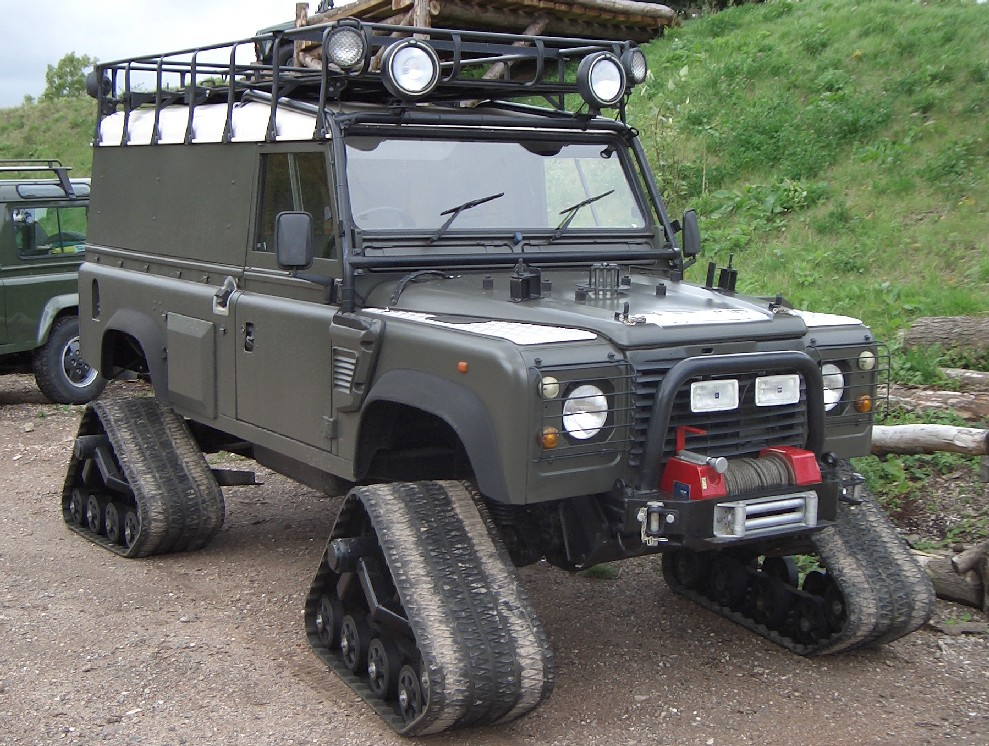
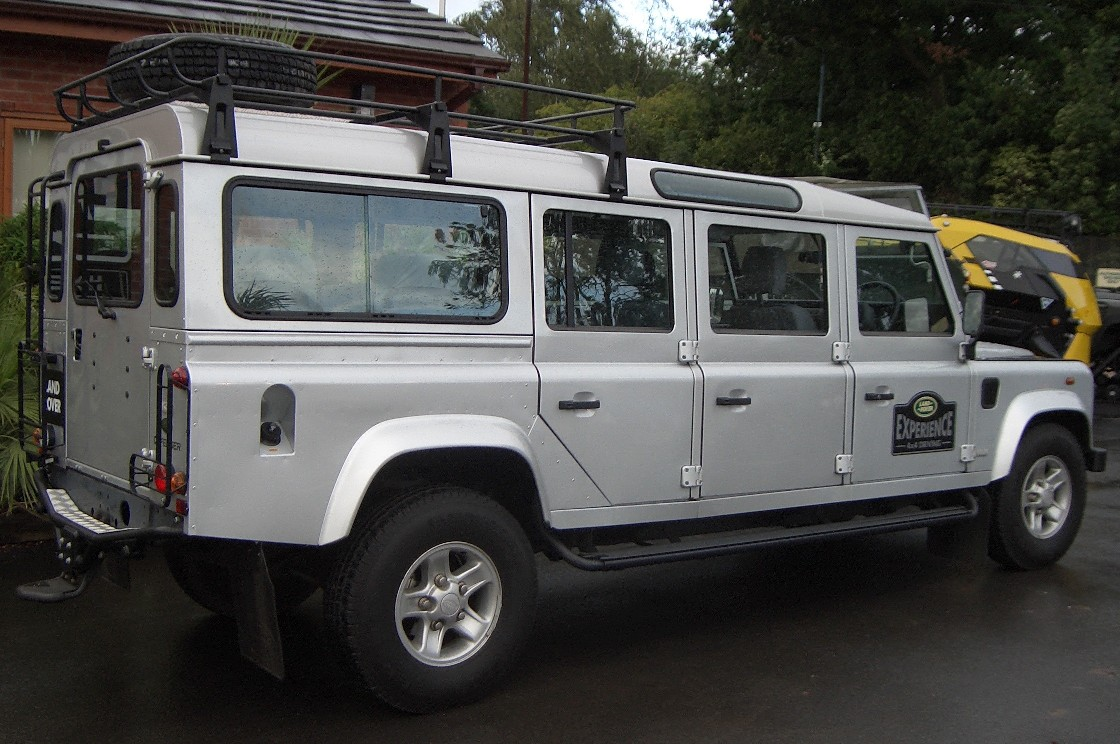
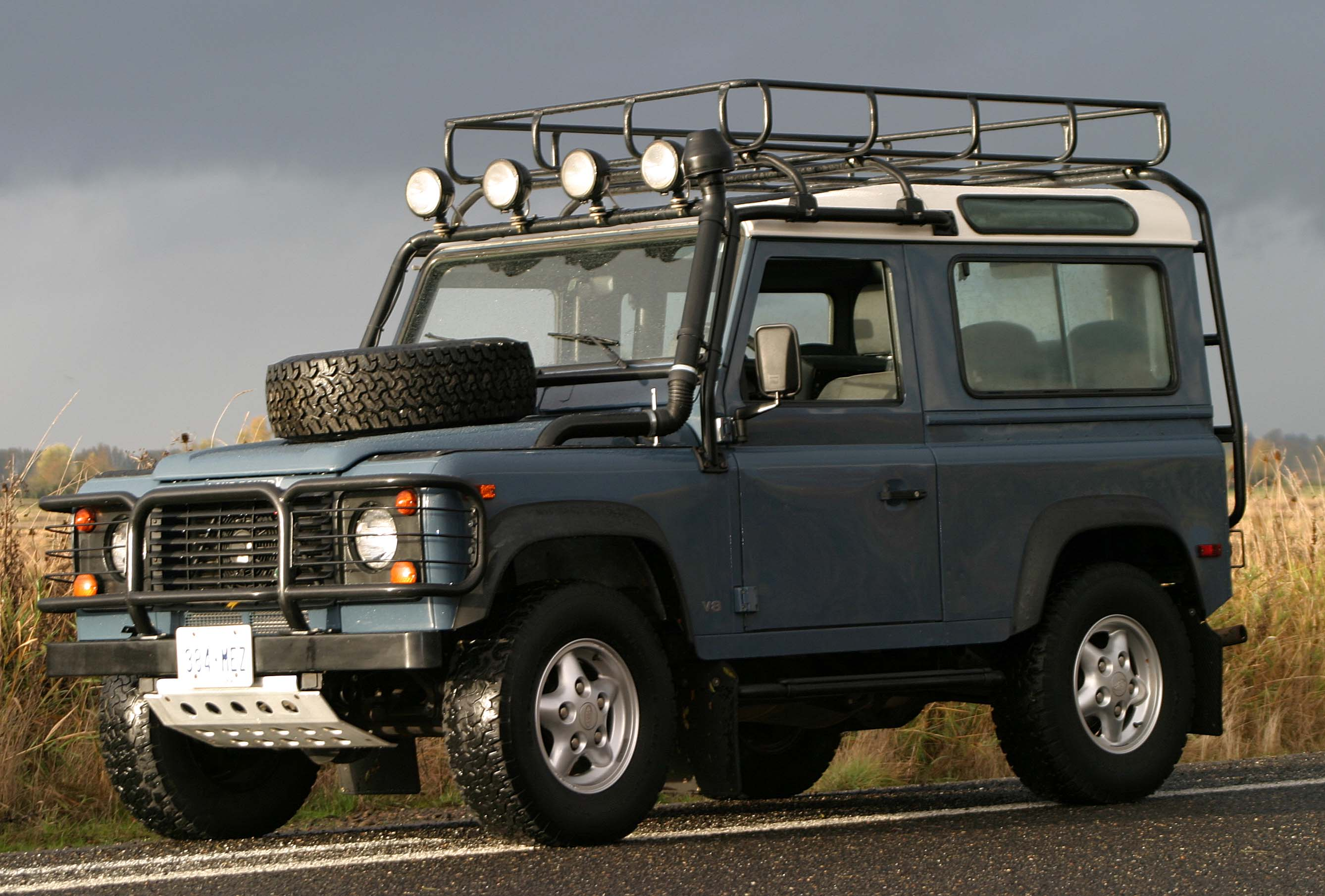
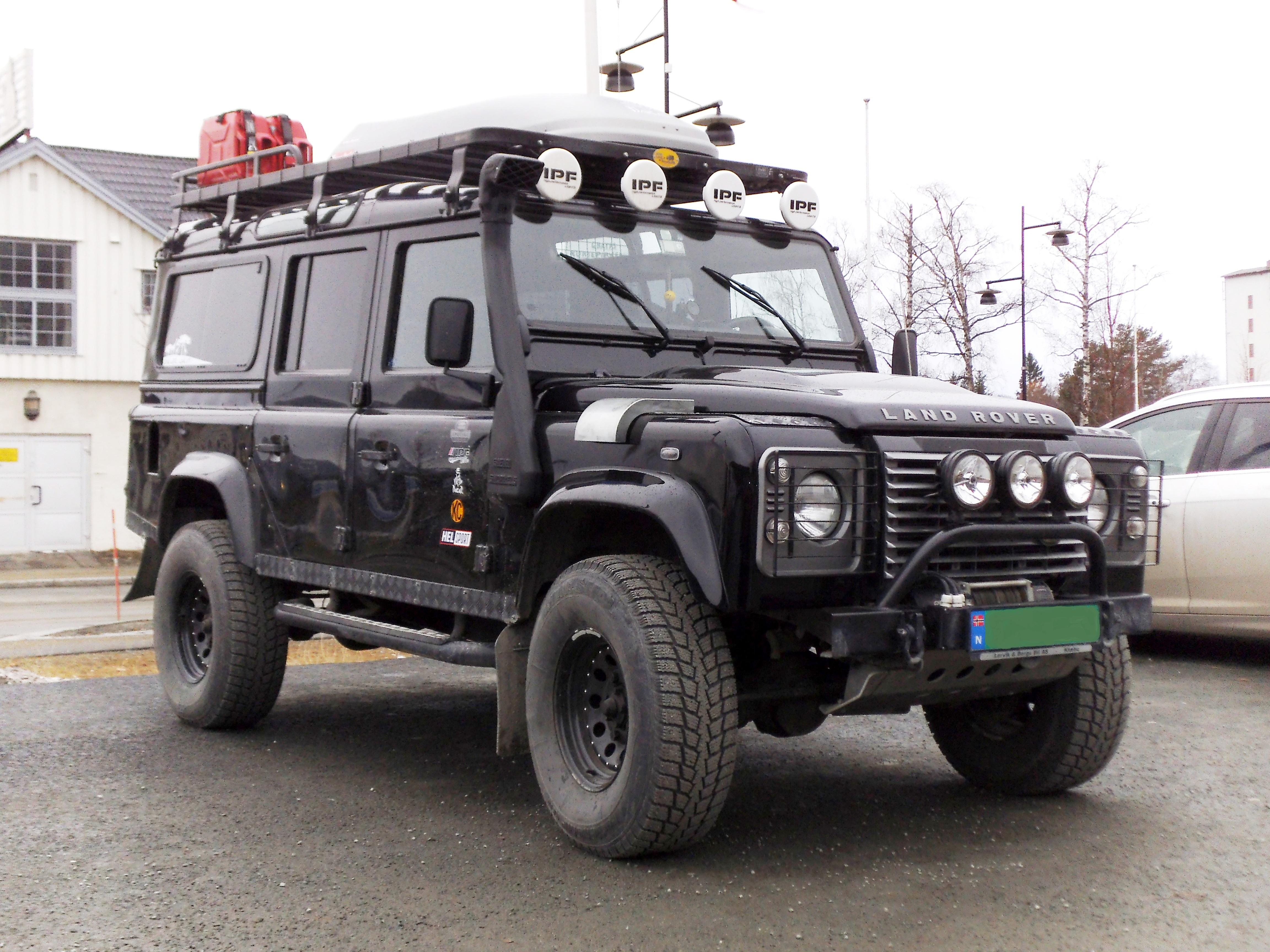
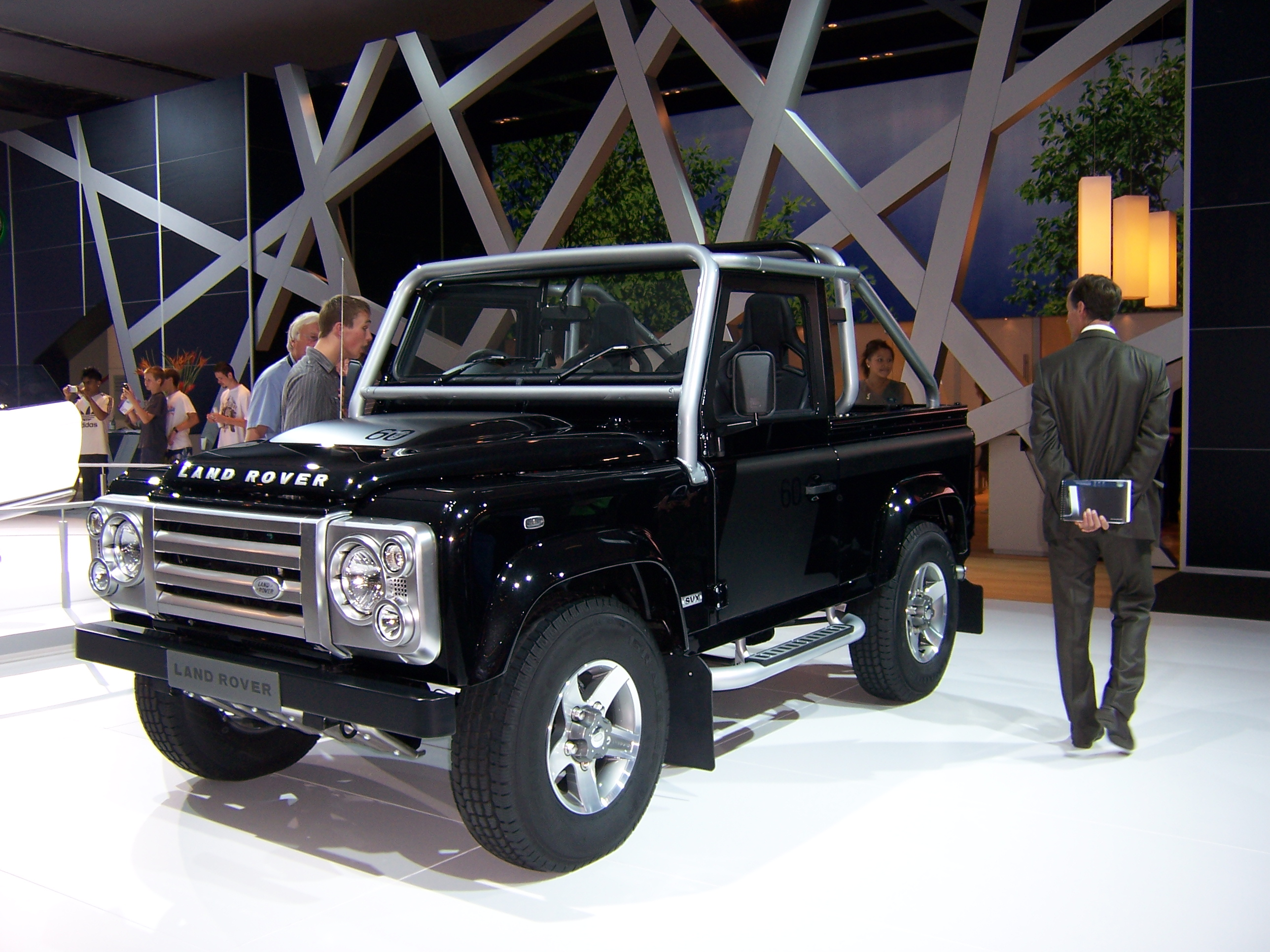
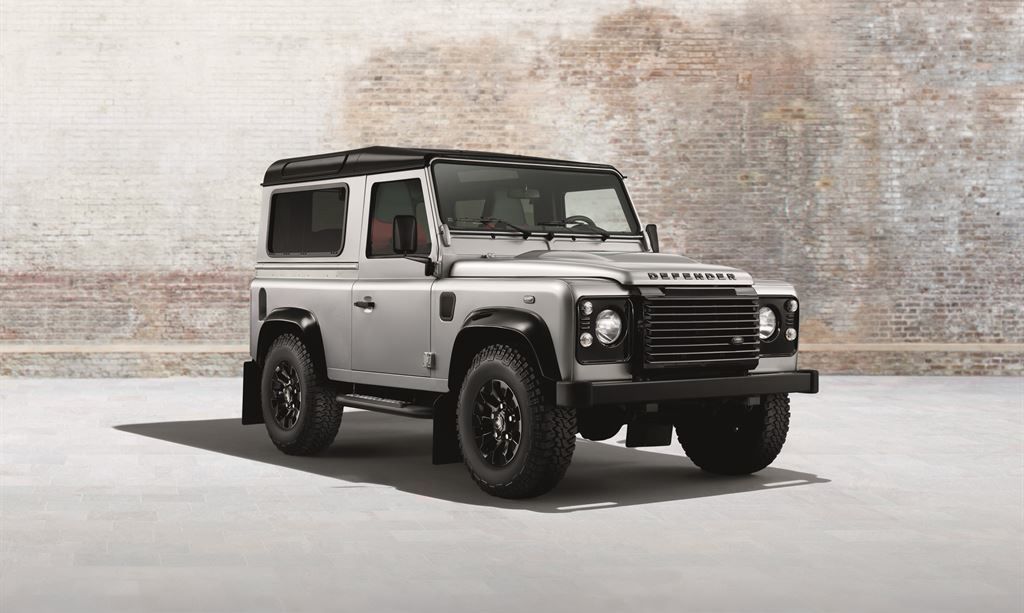
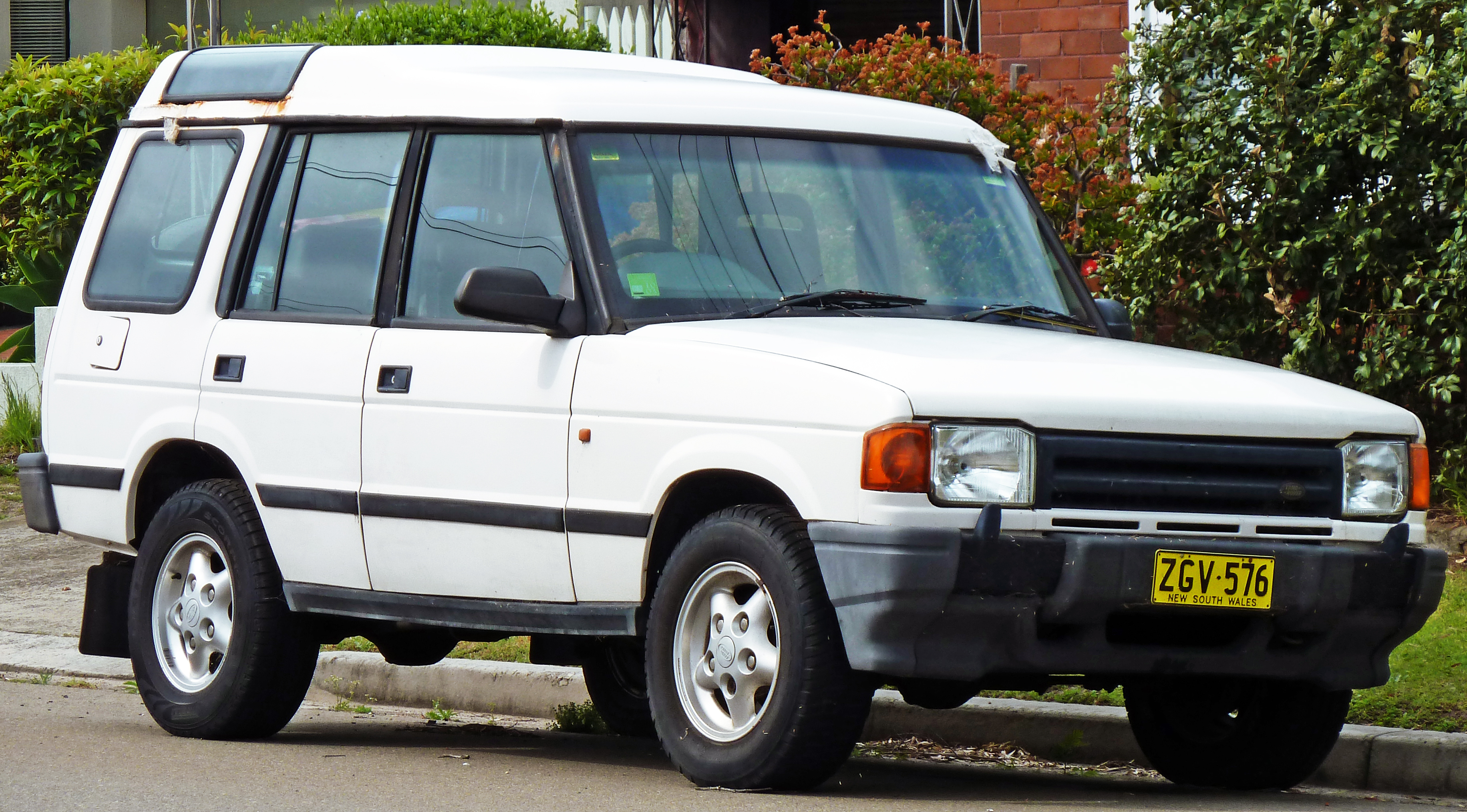
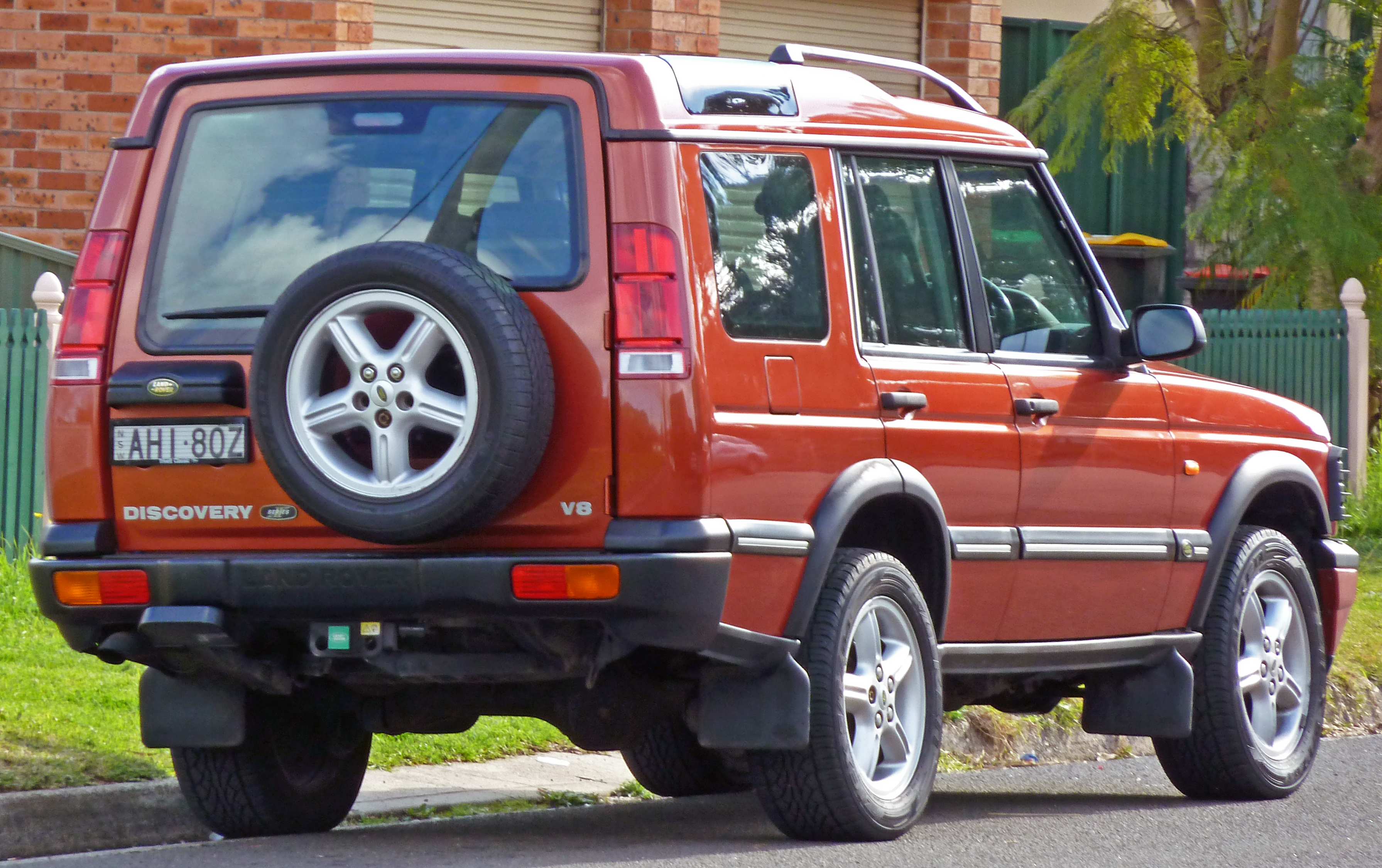
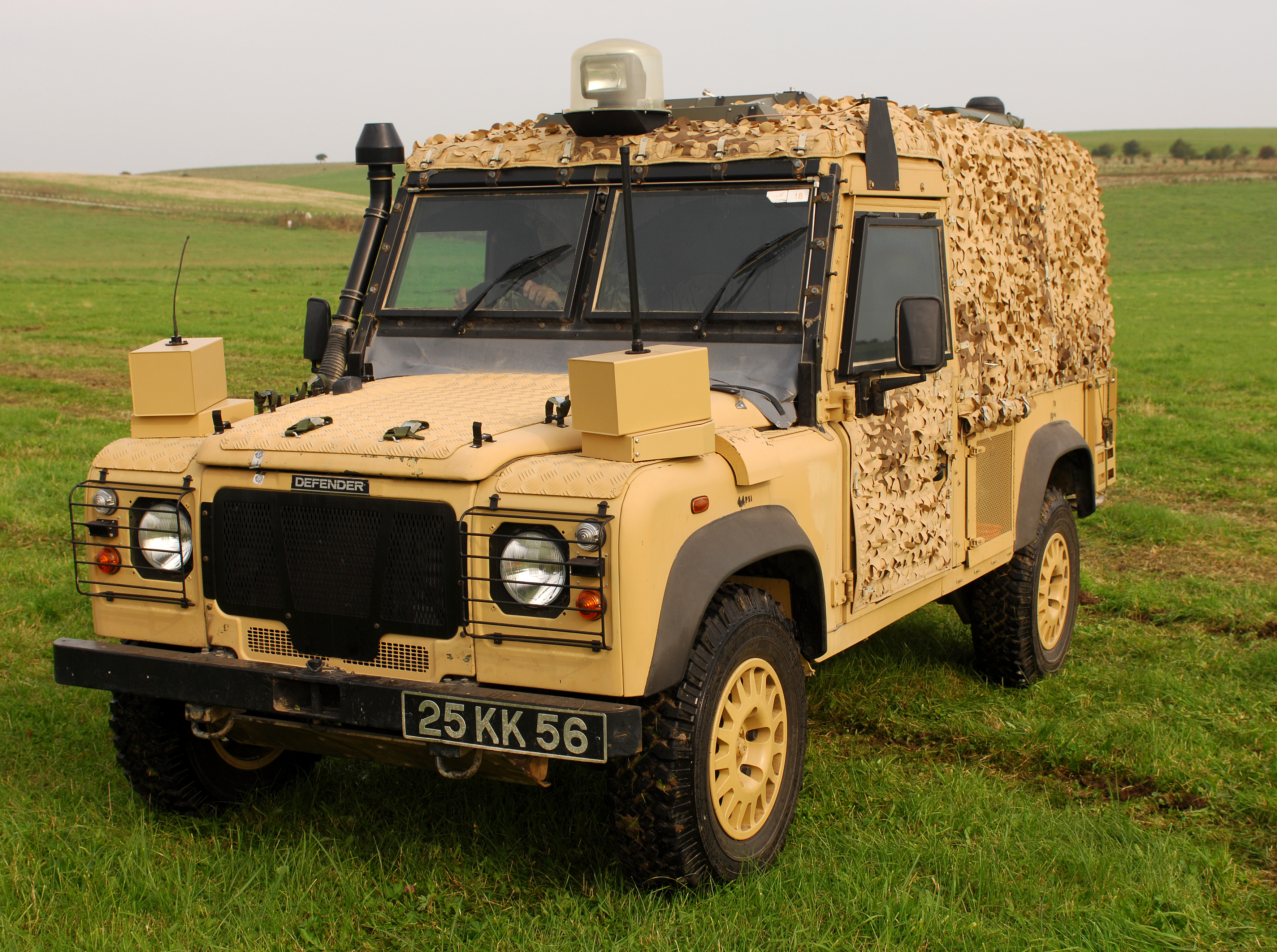
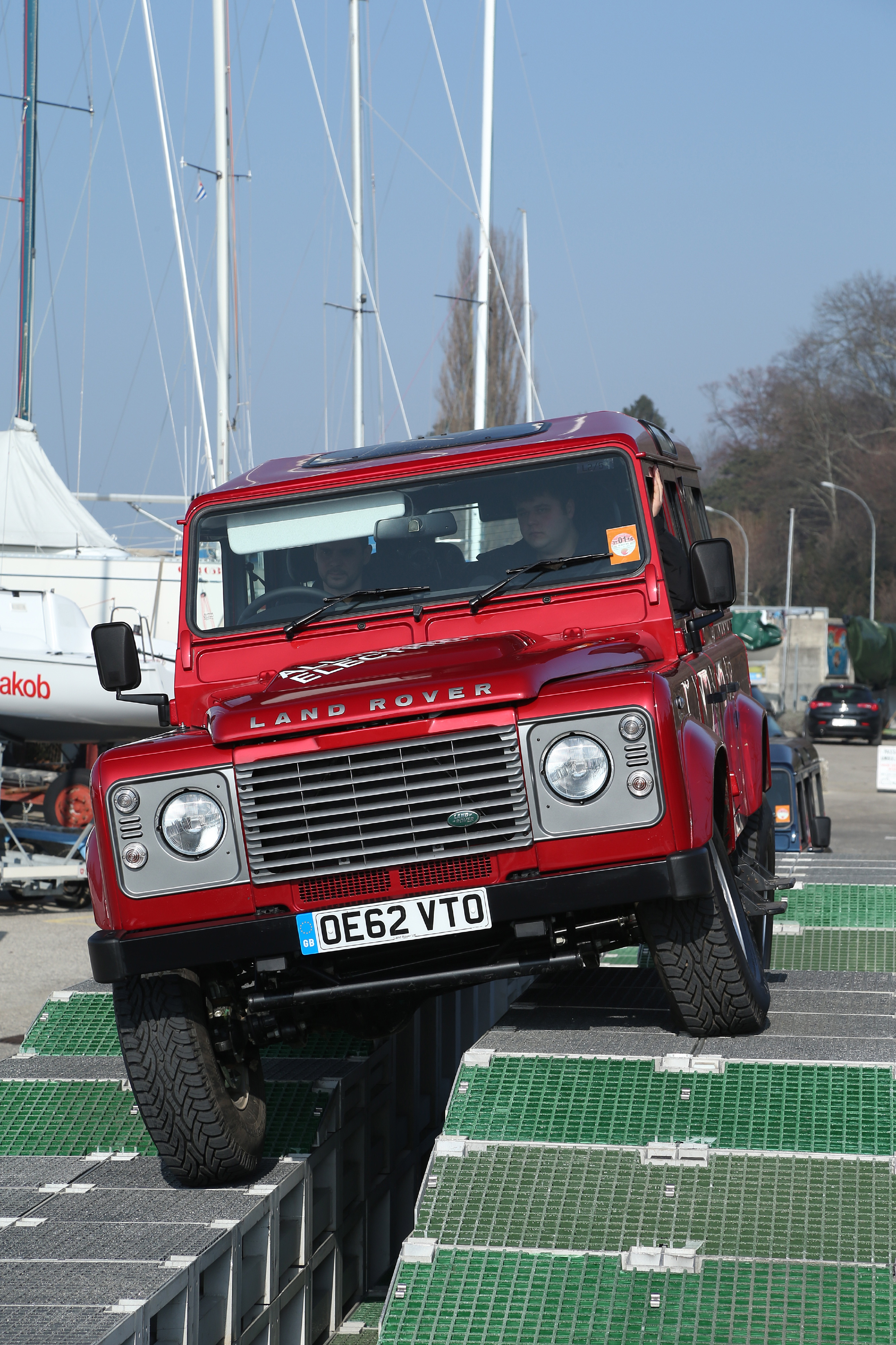
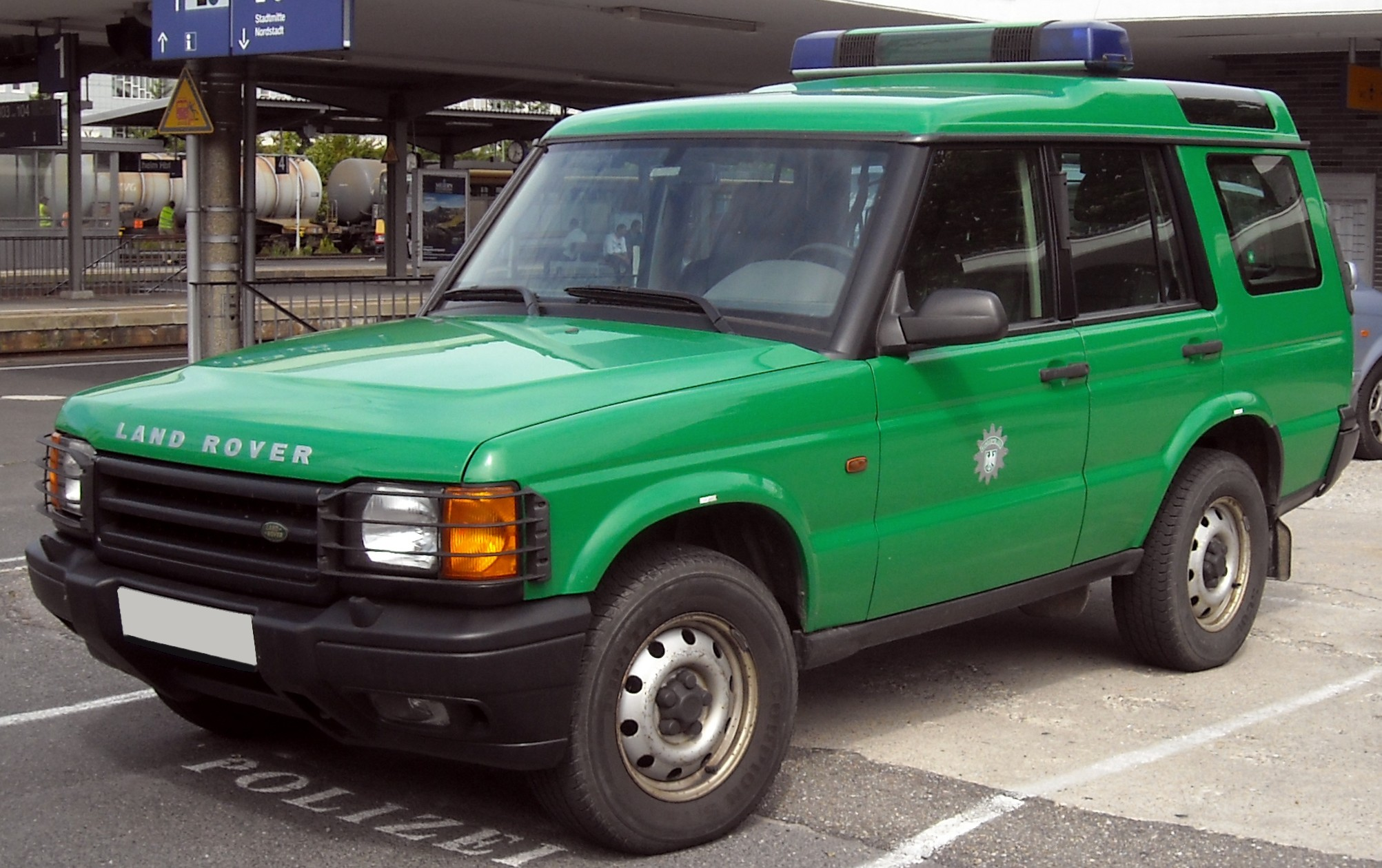
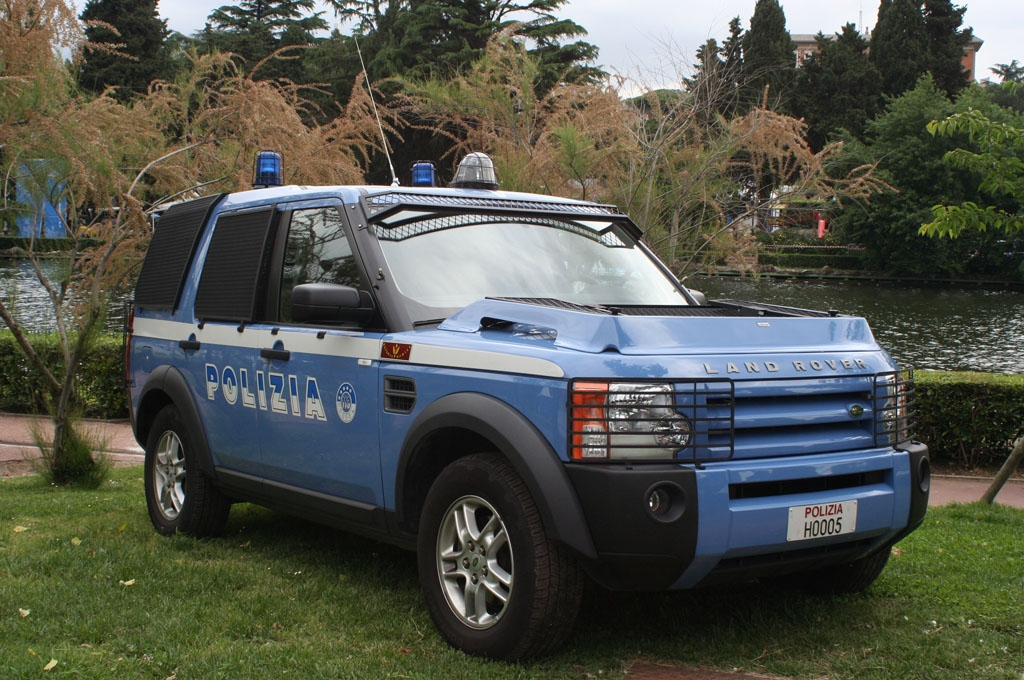
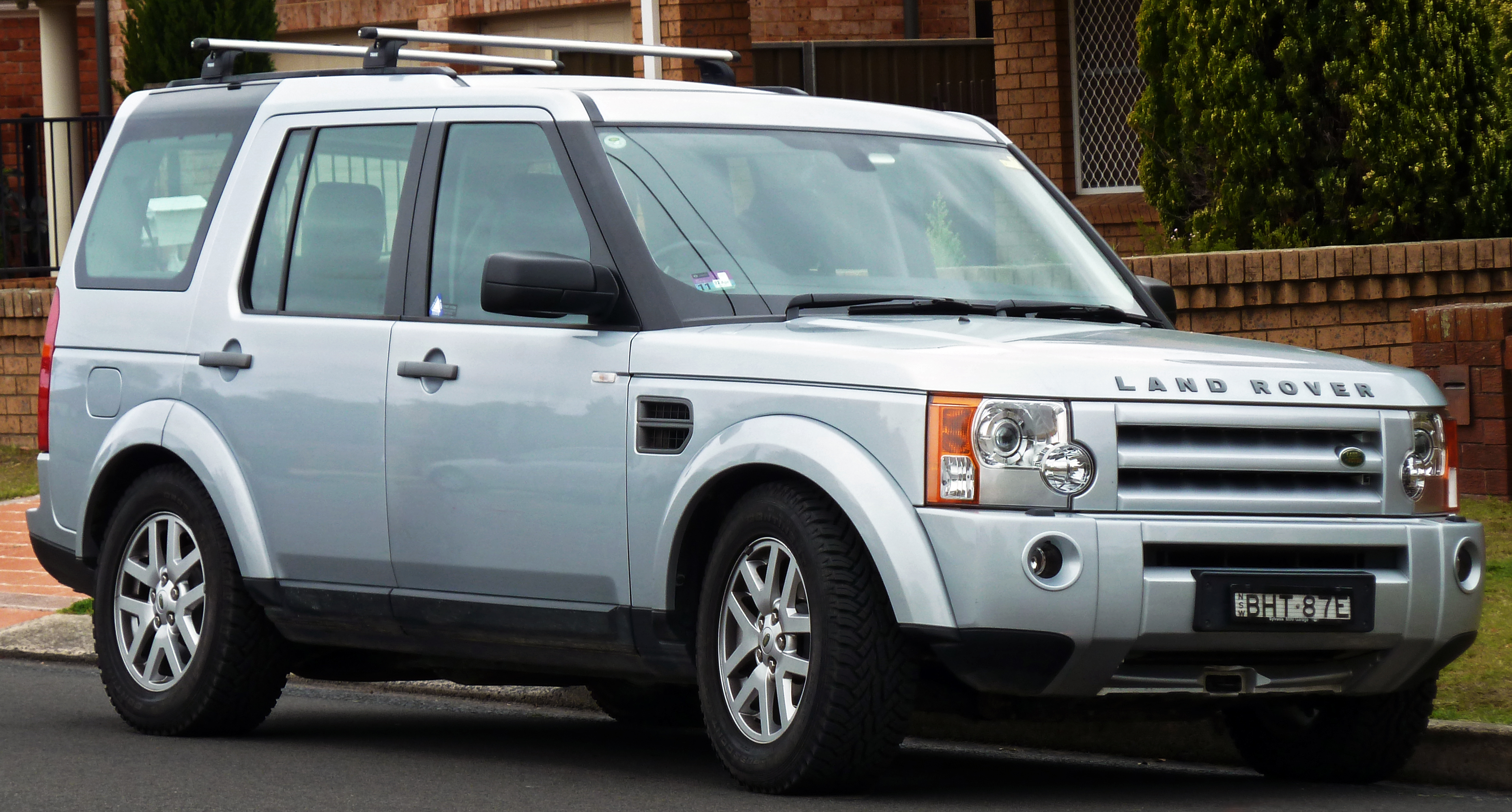
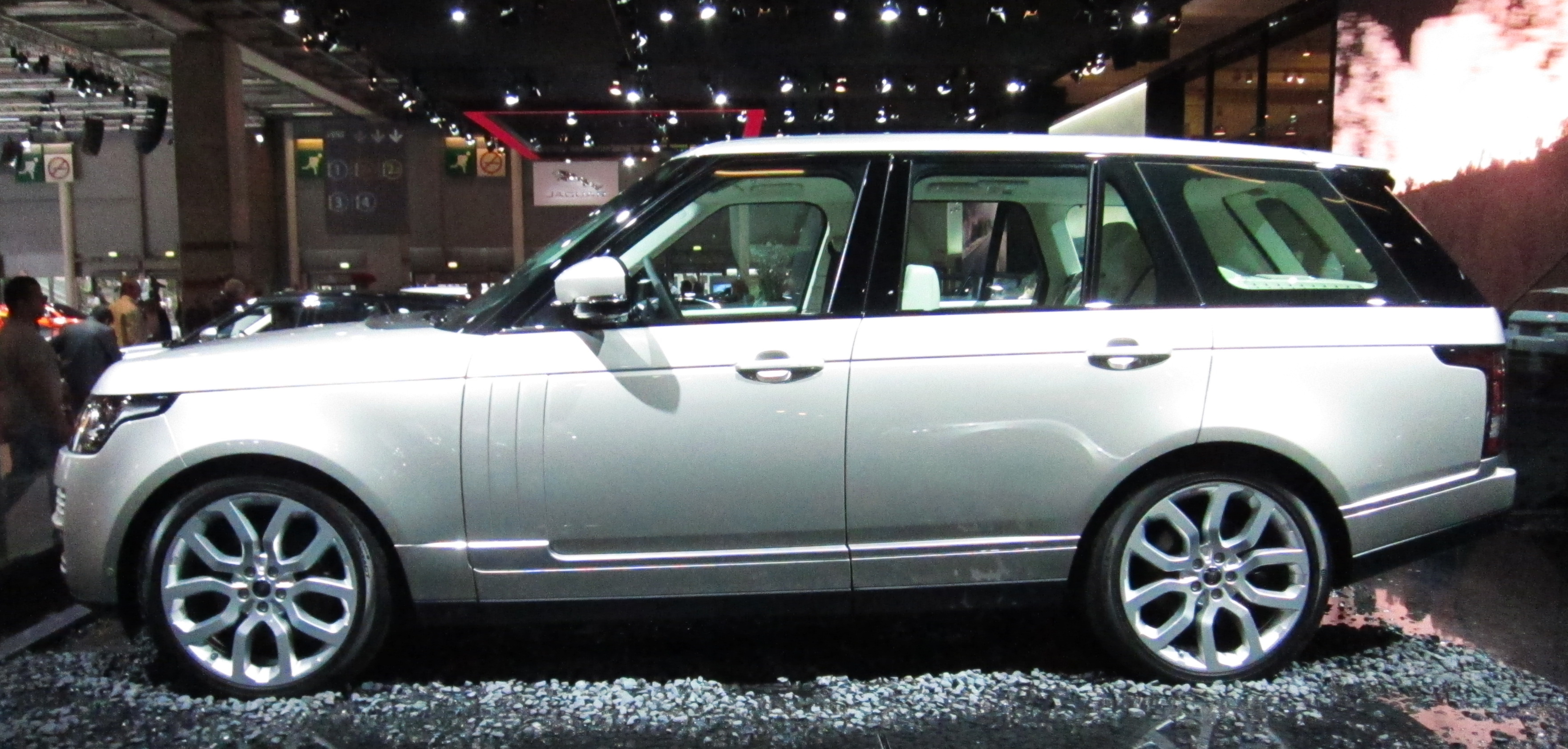
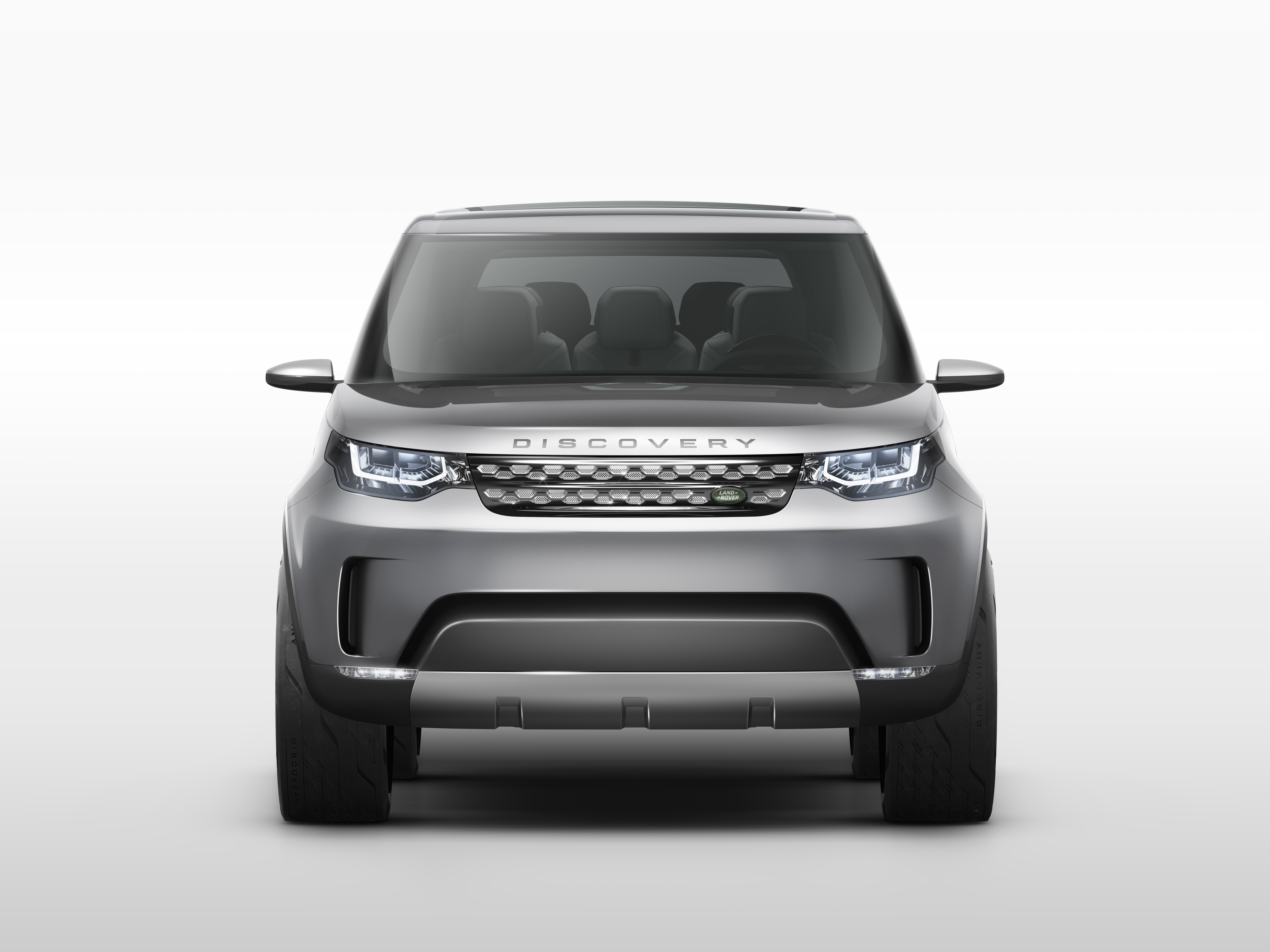
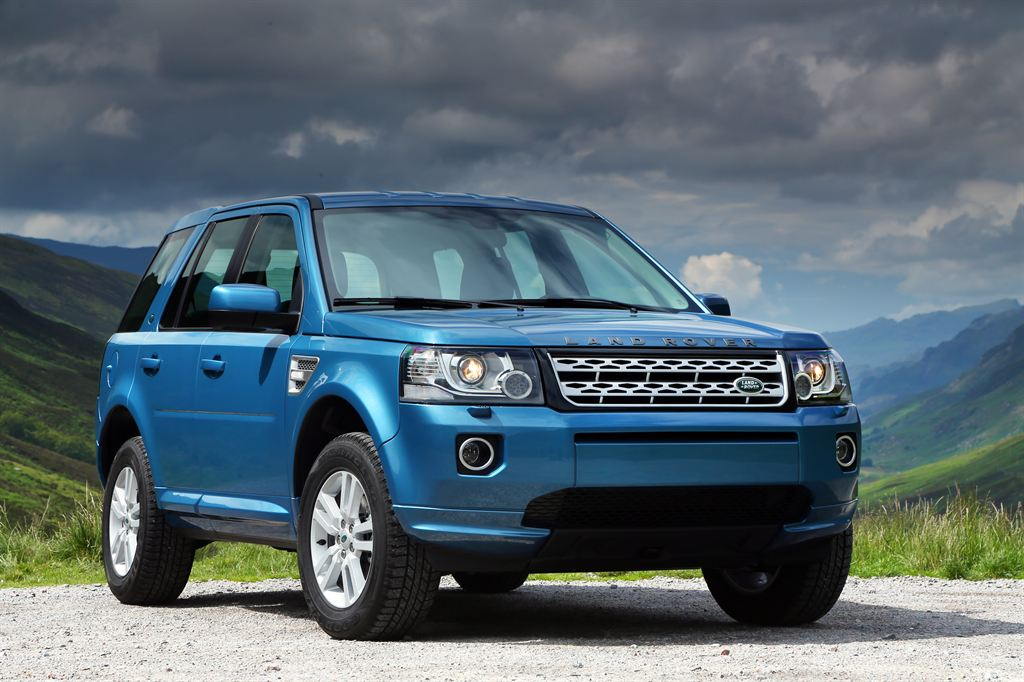
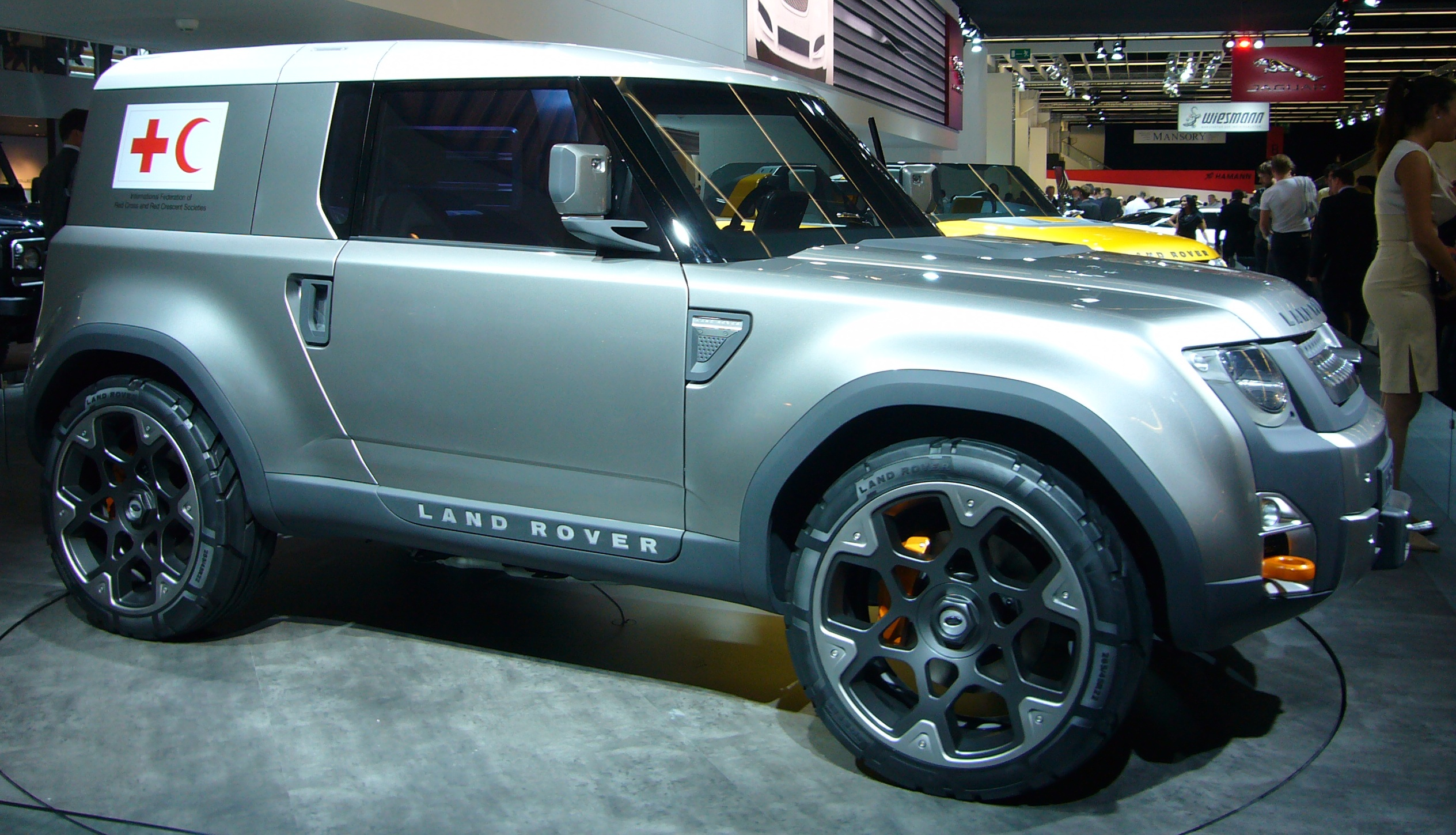
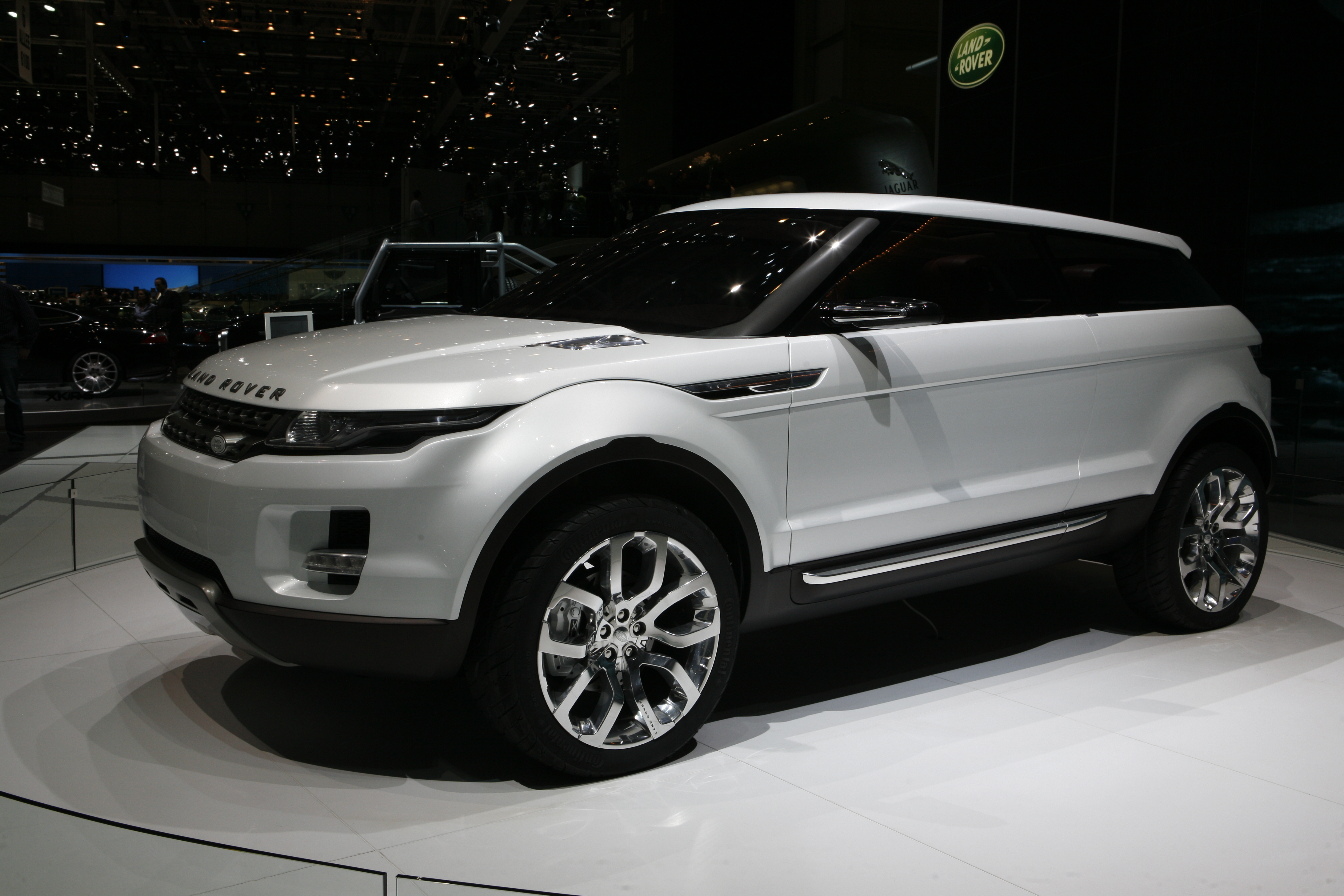
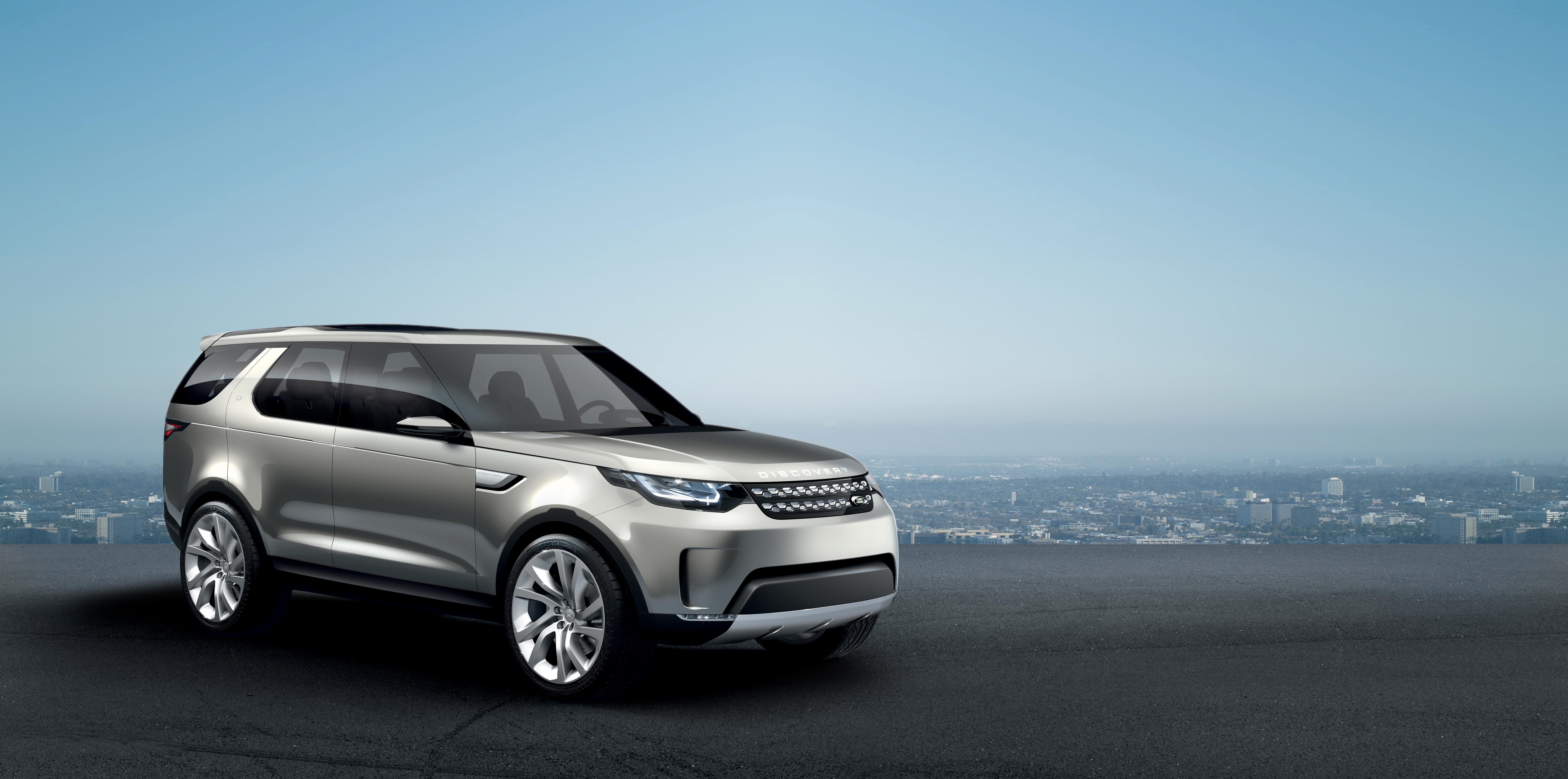
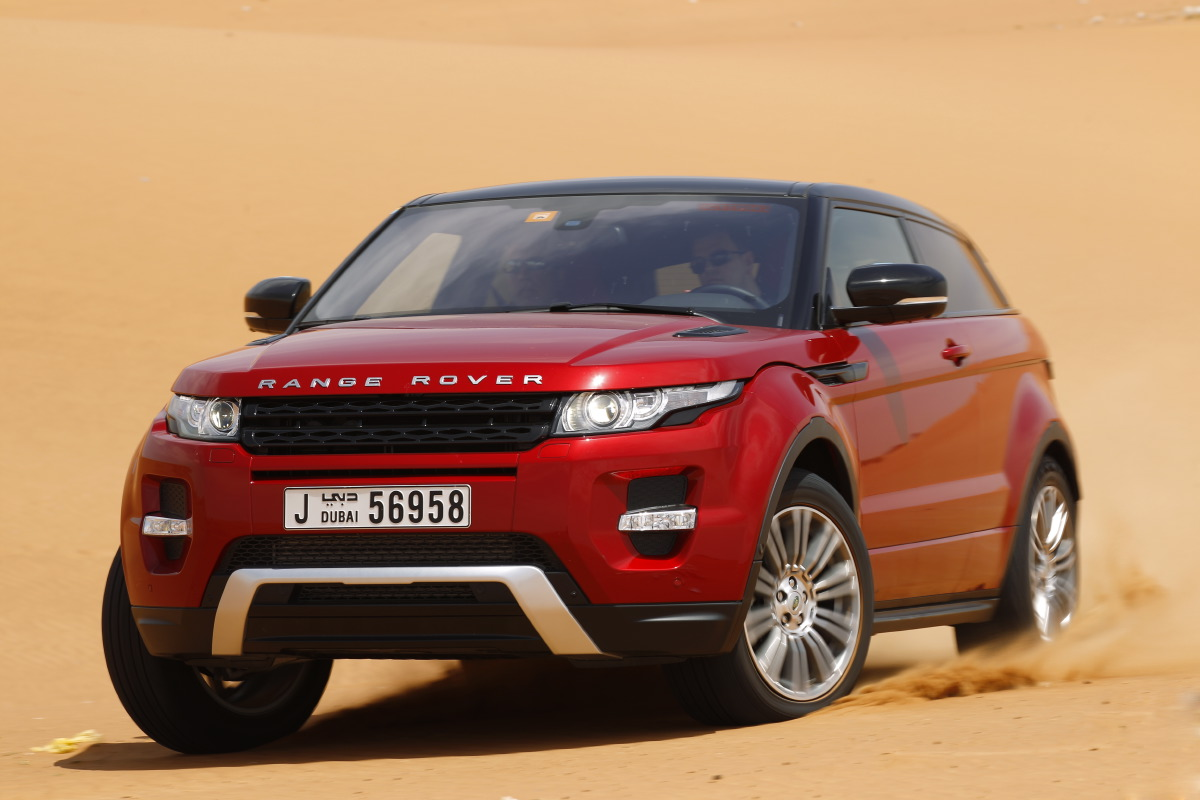
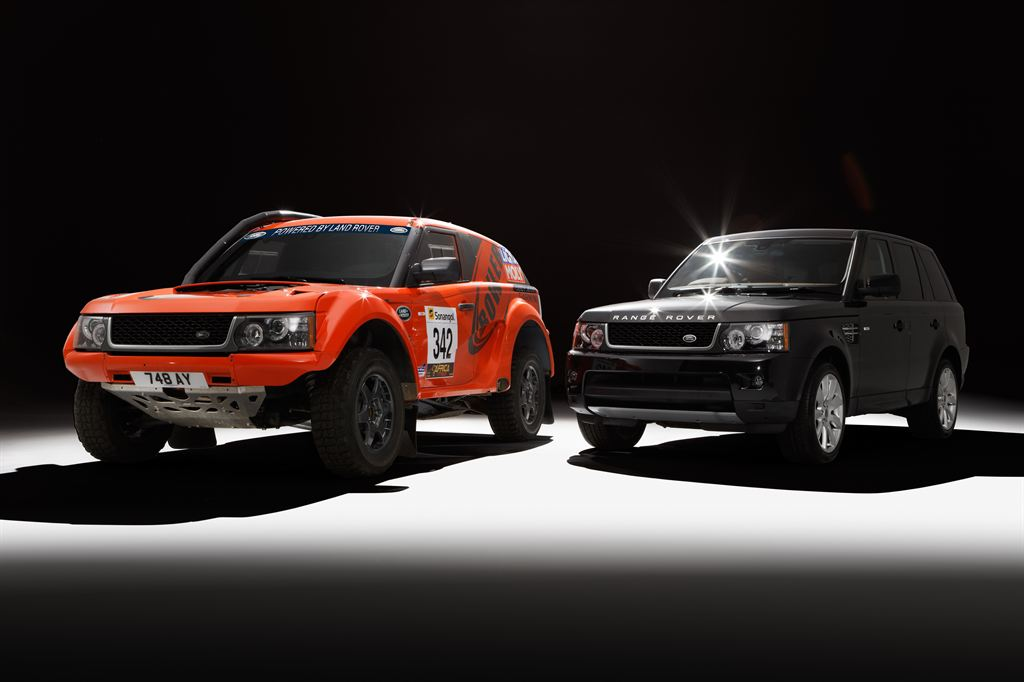